# Gbogolo
 (décembre 2016).
Gbogolo ( Gbogholo ou encore Bogolo) est une localité du centre de la Côte d'Ivoire  appartenant au département de Séguéla, Région du Worodougou. La localité de Gbogolo est un chef-lieu de commune dans le canton Tiéma. Le canton Tiéma comprend treize villages dans la sous-préfecture de Massala. 

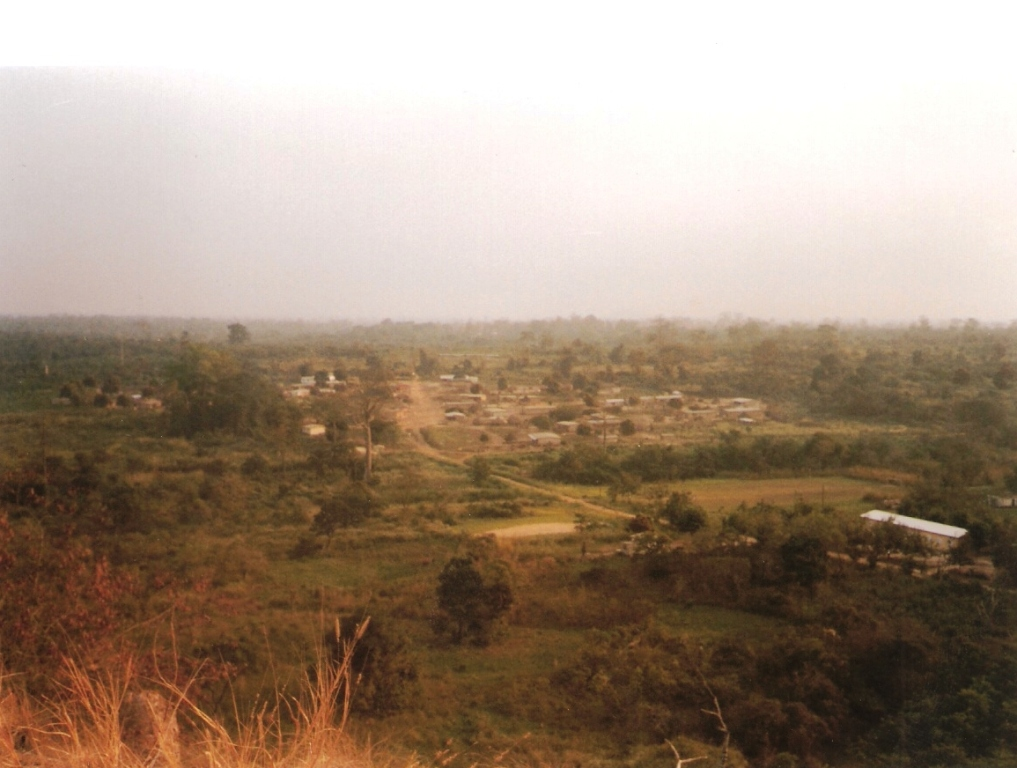
Une vue partielle actuelle du village

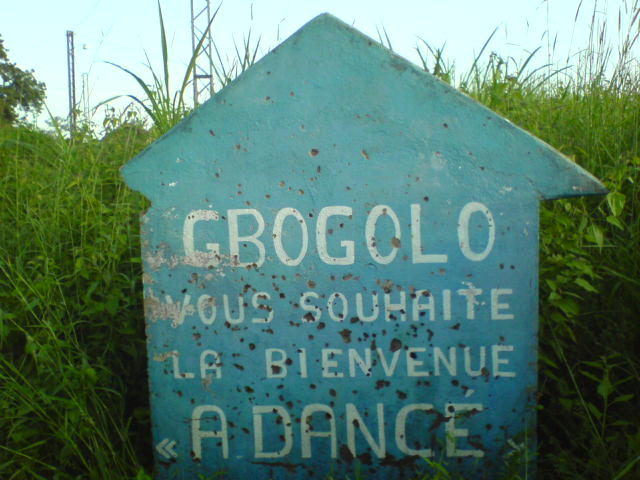
Plaque à l'entrée nord de la commuune de Gbogolo.

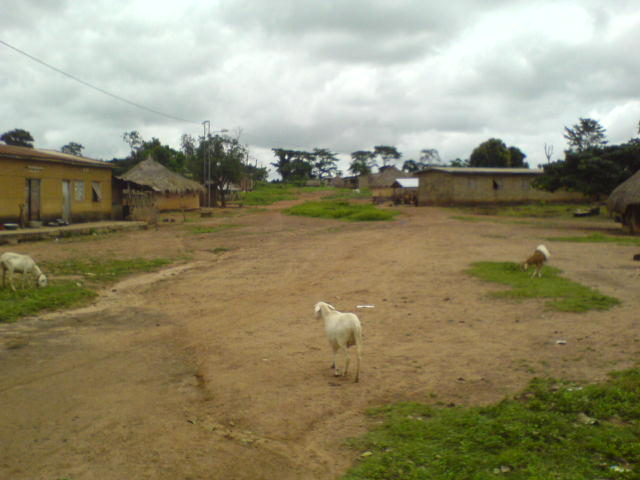
L'entrée nord.

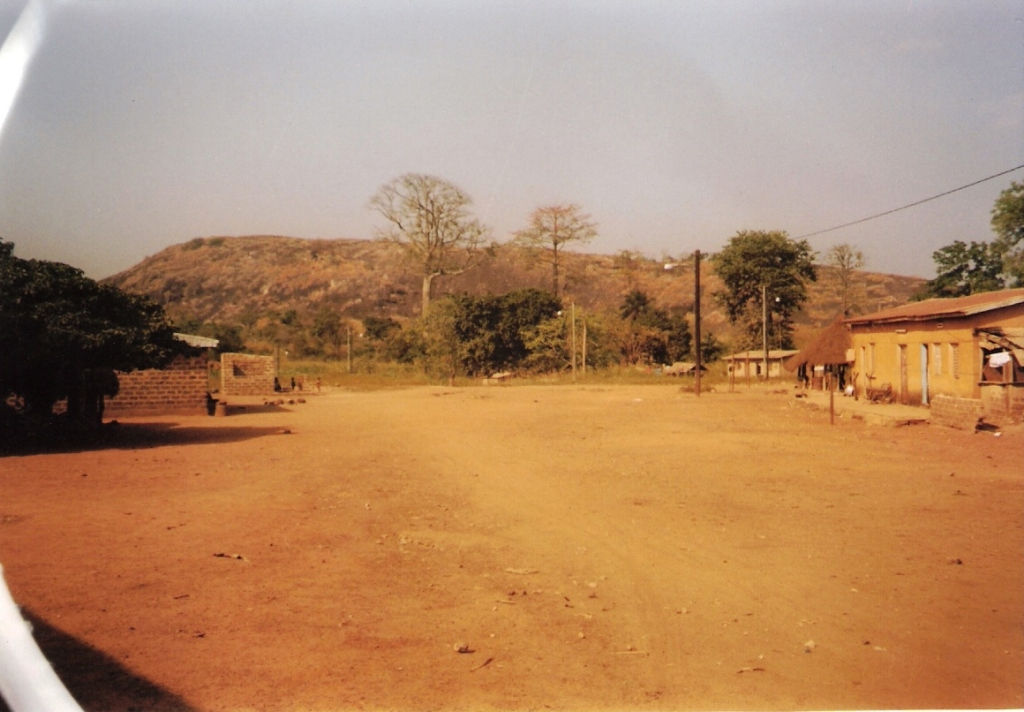
L'entrée nord.

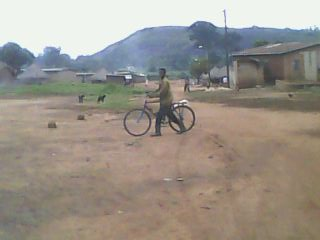
L'entrée sud du village de Gbogolo, route de Toukro et Gbiéla.

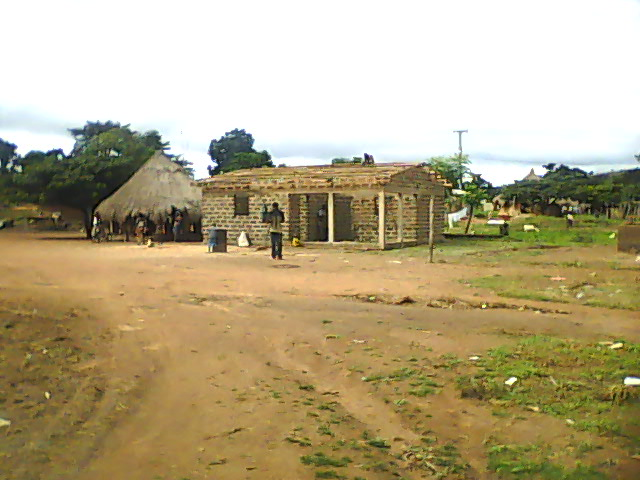
Une vue du quartier Dough-la

## Histoire
Il y a de cela longtemps, naquit Mory Kamani à Karawani, une localité située probablement en Guinée. 
Un jour, en adepte de l'Islam, il tua le serpent sacré du puits du village. Ce geste provoqua la colère des animistes et l'amena à abandonner son village natal. Mory Kamani dut s'exiler au Mali d'où il se rendit ensuite à Mankono en Côte d'Ivoire, puis à Massala dans le département de Séguéla. 
À la recherche d'un endroit propice à la pratique de sa religion, il partit dans le village de Tiémassoba. Après de multiples prières, Dieu lui aurait révélé que la terre propice à son installation définitive était celle du village de Gbogolo auprès du vieux Bobo Dosso, à proximité de celui de Tiémassoba. 
Le vieux Bobo Dosso serait le premier fondateur du village de Gbogolo. Il avait pour coutume d'adorer la grande montagne appelée « Bobo-lè-goulè » qui signifie « montagne de Bobo » en langue gouro. Mory Kamani se rendit donc à Gbogolo auprès de Bobo Dosso pour lui demander l'hospitalité. Bobo offrit une place à l'étranger afin de l'aider à développer le village. 
Mory Kamani, grand marabout, a ensuite pris le nom local de Karamoko Douahou Mory (en langue locale Kiamogh Djouahou Mory, qui veut dire « érudit musulman qui procure des bénédictions par ses prières »). Par déformation, ce nom est devenu Kiamogh Djouammueu ou Kiamoh Djombo. Il a abandonné son patronyme au profit de celui de Dosso en hommage à son hôte.
La cohabitation entre l'hôte et son étranger ne fut pas aisée. En effet, Bobo Dosso était un grand féticheur polythéiste, adorant la montagne et d'autres divinités, tandis que « Kiamogh Djouammueu » Dosso, grand marabout monothéiste, n'adorait que son Dieu unique Allah. Le fétichisme et l'islam n'allant pas de pair, Kiamogh Djouammueu entreprit des prières afin que son tuteur s'éloignât de lui avec ses démons. 
Ces prières ayant été exaucées, Bobo prit un jour la décision d'aller créer un nouveau village auprès d'une termitière dans laquelle il prit soin de ranger ses affaires avant la construction de sa case. La termitière en langue locale malinké se dit toh, d'où le nom de son village Tonon qui signifie « à l'intérieur de la termitière ». Ce village se situe à environ deux kilomètres de Gbogolo. Avant d'aller s'établir à Tonon, Bobo recommanda à son étranger de bien prendre soin de la montagne qu'il adorait. 
La distance qui séparait les deux hommes n'affecta pas du tout leur amitié. Ainsi, Bobo donna en mariage sa fille Makoumba Dosso à son étranger. Elle eut douze fils dont l'aîné s'appelait Dadou Dosso.
« Kiamogh Djouammueu » décida un jour d'effectuer le pèlerinage à la Mecque. Avant son départ, il confia sa femme et ses enfants à son hôte et beau-père Bobo Dosso. Après sept ans d'absence, El Hadj « Kiamogh Djouammueu » Dosso, entreprit son retour de la Mecque. À l'orée du village de Gbogolo, il s'assit en route, non loin de la montagne bobo-lé-goulè, dans un endroit appelé « Gnaangna » et envoya un messager pour annoncer la bonne nouvelle de son arrivée à la population. Celle-ci, très heureuse, se mit en tenue de guerrier, battant des tam-tams pour aller accueillir l'érudit venant de La Mecque. 
À la vue de ce spectacle affligeant pour un musulman, El Hadj « Kiamogh Djouammueu » aurait demandé au Tout-Puissant sa disparition aux yeux des humains. Cette prière aurait été immédiatement exaucée et l'homme de Dieu disparut à jamais. À l'endroit où il s'était assis, l'on ne retrouva que son chasse-mouches et son chapelet qui sont précieusement conservés par le doyen d'âge du village de Gbogolo de nos jours.
Le nom du village Gbogolo provient de gbogh-lo qui signifie « dans les roseaux », le village ayant été bâti près d'une roselière. Les anciens disaient bogh-lo, d'où l'ancien nom de Bogolo ou Bogholo attribué au village. 

## Éducation et santé
Le village comporte une école primaire et dispose également d'un centre de santé et d'une infirmerie qui servent pour les villages environnants.
Les premiers enseignements à l'école de Gbogolo ont été dispensés au cours de l'année scolaire 1968-1969. En raison de la crise sociopolitique du pays, les installations scolaires et sanitaires s'étaient grandement dégradées. Une restauration des locaux est en cours, avec l'aide d'ONG et d'ambassades étrangères.
Le centre de santé comprend une infirmerie et une maternité. 

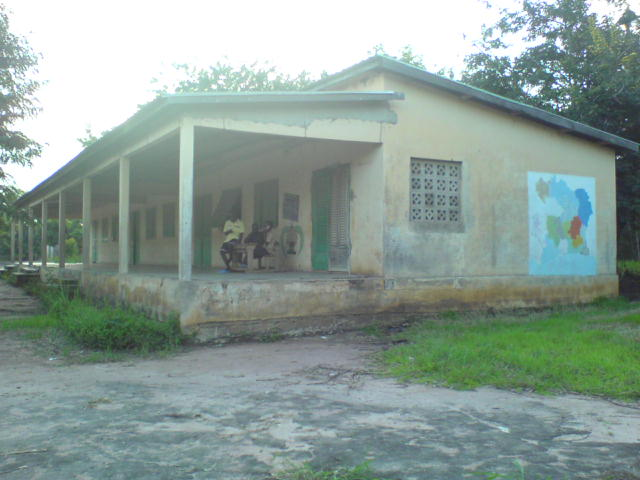
L'école de Gbogolo
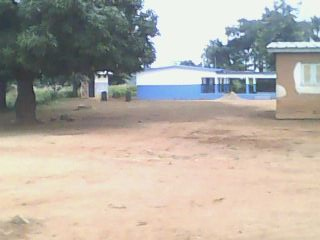
Centre de santé de Gbogolo
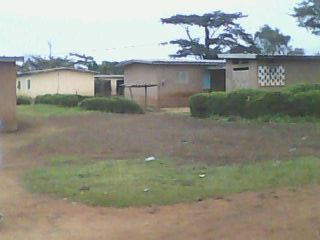
Résidence de l'infirmier et de la sage-femme

L’accès à l’eau potable constitue une contrainte majeure pour une grande partie de la population du canton Tiéma.  Le manque d’accès à l’eau et à l’assainissement, lié au manque d’hygiène, est la première cause de mortalité en Afrique, et constitue un obstacle majeur au développement. 
La corvée d'eau représente une fatigue quotidienne pour les femmes et les enfants, faite de longues attentes et parfois de conflits autour des points de ravitaillement en période sèche.

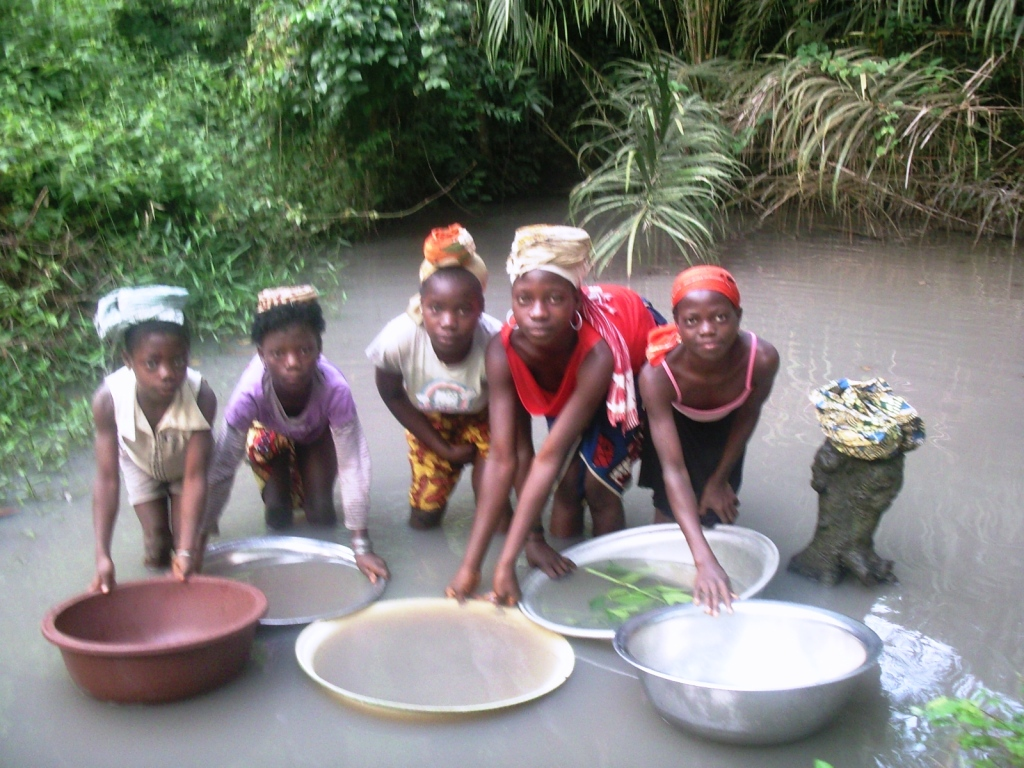
De jeunes filles puisant l'eau au marigot
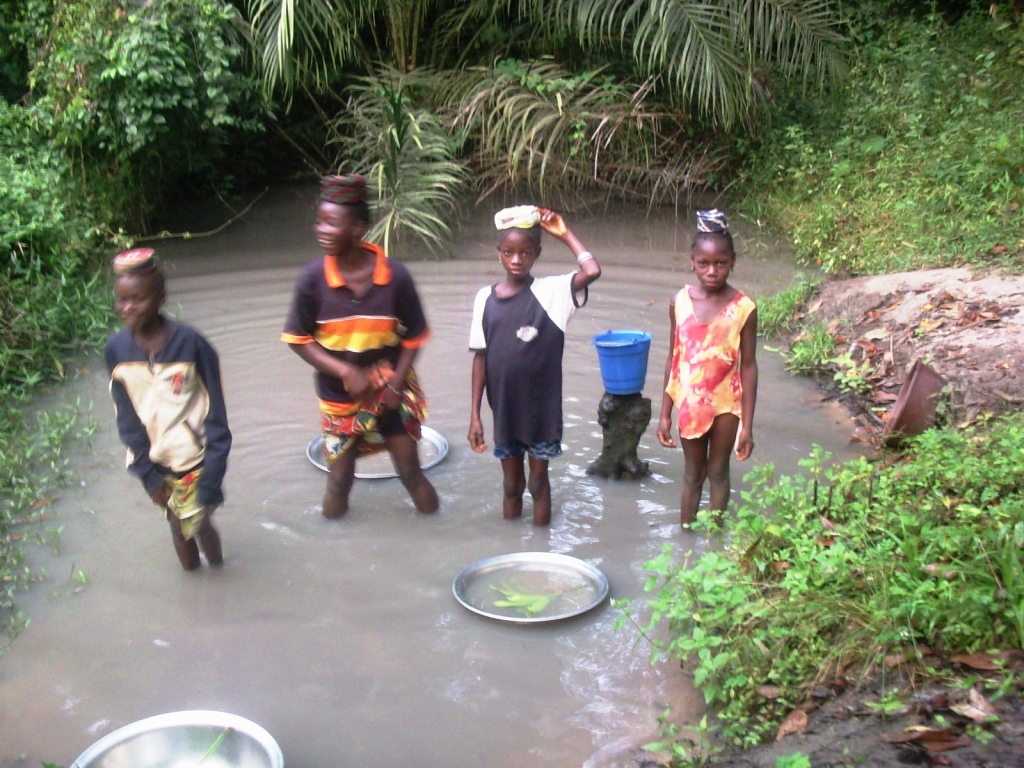
recueil de l'eau au marigot
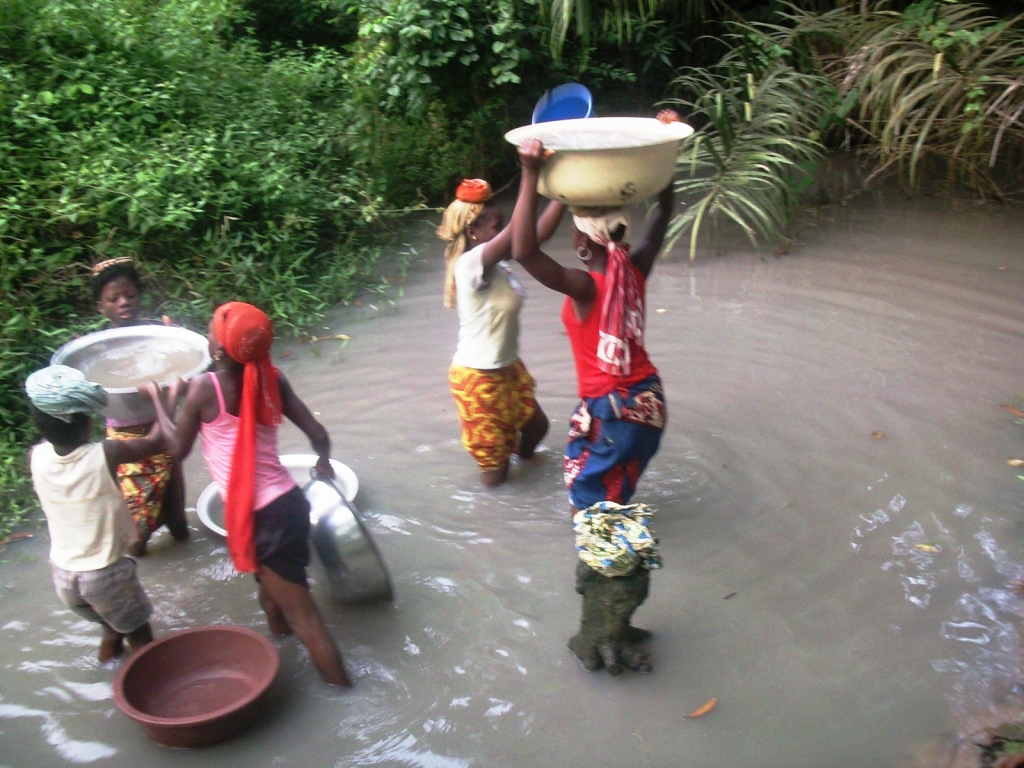
recueil de l'eau
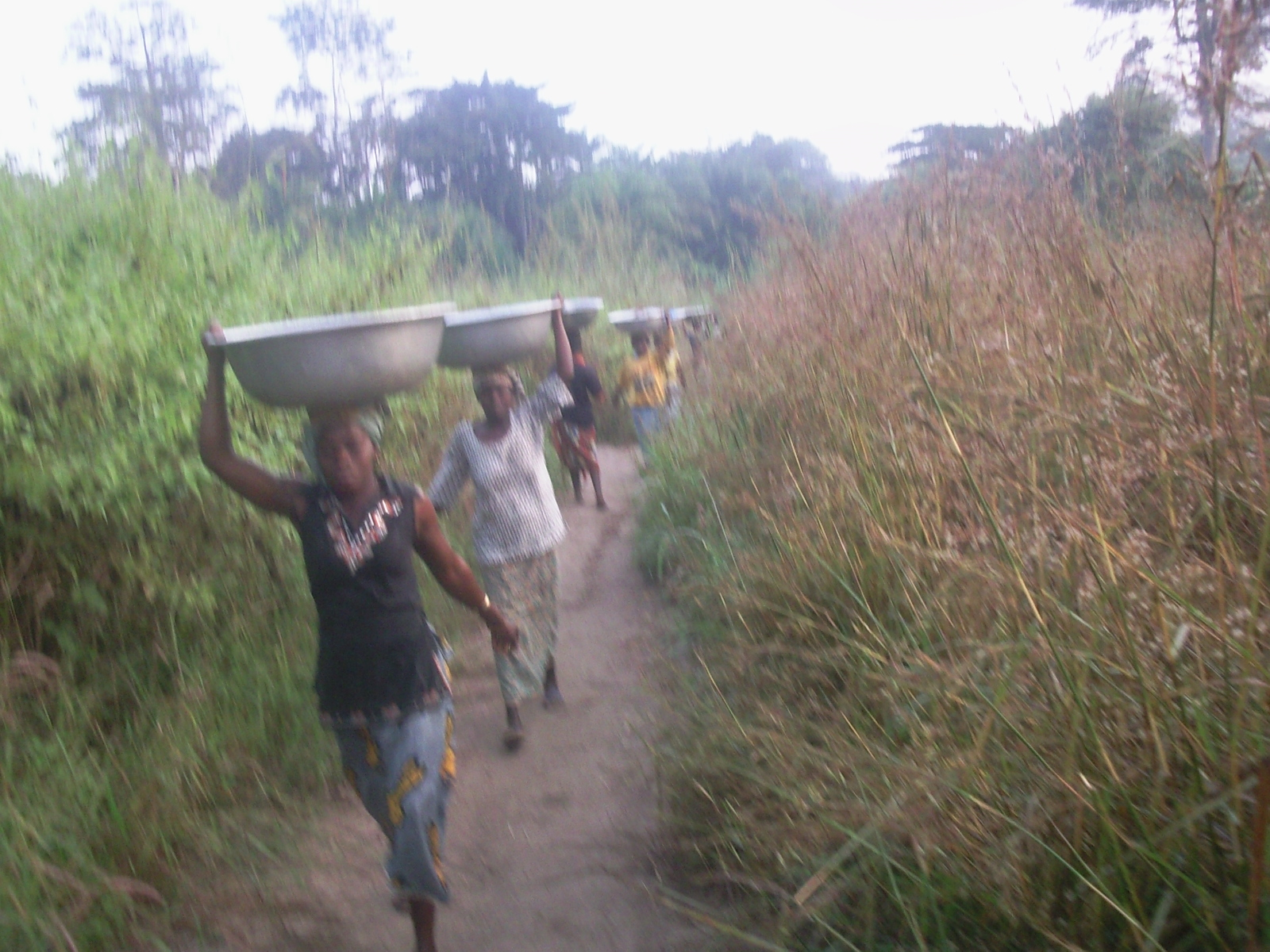
Transport de l'eau au village

Pourtant le village de Gbogolo dispose d'au moins une pompe hydraulique, mais les villageois n'apprécient pas l'eau qui en est issue pour cause de goût, semble-t-il.

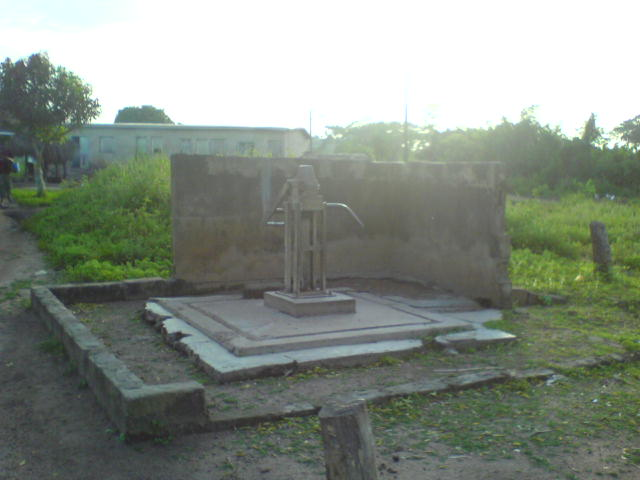
L'une des pompes du village

L’hygiène devient difficile en période de sécheresse
Comment se laver quand on a tout juste de l’eau pour boire en saison sèche? À cette période, les points d'eau tarissent. L’hygiène corporelle devient alors un luxe pour un grand nombre d'habitants. Un état de fait qui laisse le champ libre aux infections notamment cutanées et oculaires. Il importe alors d'envisager sérieusement la construction d'un château d'eau permettant d'obtenir de l'eau potable en quantité suffisante et en tout temps.

## Langues
La langue véhiculaire parlée, et comprise par la majeure partie de la population du département de Séguéla  est le worodugukakan, qui est une composante du groupe Malinké. Le worodugukakan se subdivise en trois dialectes principaux, à savoir le koyaakan parlé essentiellement par les Koyaas ou Koyakas dans la sous-préfecture de Mankono, le séguélakakan dans le Département de Séguéla et le kaningakan utilisé dans le département de Kani. Ces trois langues mandingues sont semblables. Le Séguélakakan est appelé bakokakan par les ressortissants de Mankono. Dans le canton Tiéma dont fait partie le village de Gbogolo, le parler est légèrement différent de celui de Séguéla.

## Population
Il n'existe pas de statistiques actuelles disponibles sur l'effectif de la population de Gbogolo. Cependant, l'on estime le nombre d'habitants du village à un millier. La population est essentiellement composée de Malinkés (Dioulas). Mais on rencontre également un nombre réduit de Gouros, de Sénoufos et de ressortissants du Mali et du Burkina Faso. 
La majorité des habitants portent le patronyme Dosso ce qui atteste de leur descendance d'un même patriarche. Ce nom est également utilisé dans les autres villages du canton. En langue manding, Dosso signifie chasseur.
Les habitants de Gbogolo sont des Gbogolokas. Ils sont également appelés Tiémakas car étant issus du cantion Tiéma.
La situation géographique du canton Tiéma, entre savane et forêt, en fait une terre privilégiée de rencontres pour plusieurs coutumes.
L'un des traits les plus caractéristiques de l'ethnie Malinké c'est l'existence de la notion de famille élargie. Le chef de famille c'est le père, ou plus généralement l'homme le plus âgé ; à la mort du père, les responsabilités de chef de famille sont assumées par l'oncle aîné qui doit hériter des biens, de la descendance du défunt et souvent des veuves.
Le patriarche regroupe autour de lui ses femmes et ses enfants, ses frères avec leurs femmes et leurs enfants. Les étrangers qui ont séjourné dans une famille pendant plusieurs années deviennent des membres à part entière de cette famille. Tous travaillent pour le compte du chef de famille. C'est lui qui répartit les tâches et chacun doit lui rendre compte de ses activités.
La société Malinké est stratifiée en castes : les Nobles, les Forgerons, les Coordonniers. Cette distinction se retrouve à Gbogolo où le pouvoir est exercé par les Nobles. Par le passé, les castes ne se mariaient pas entre elles ; et pendant longtemps des sociétés secrètes ont existé : les chasseurs, les masques.
L'excision et la circoncision font partie des rites pour les jeunes filles et les jeunes garçons.

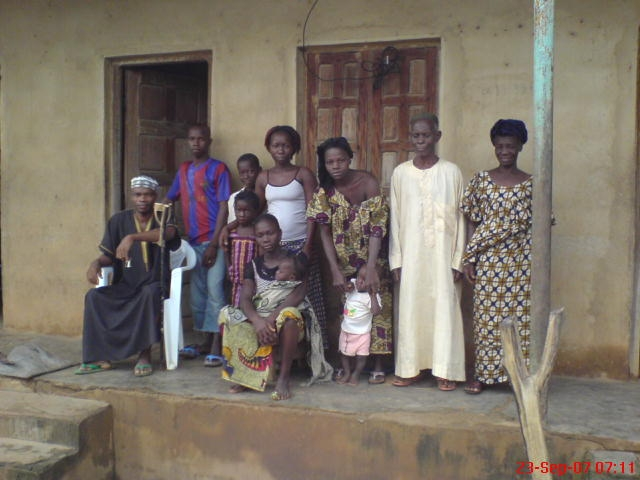
Une famille à Gbogolo

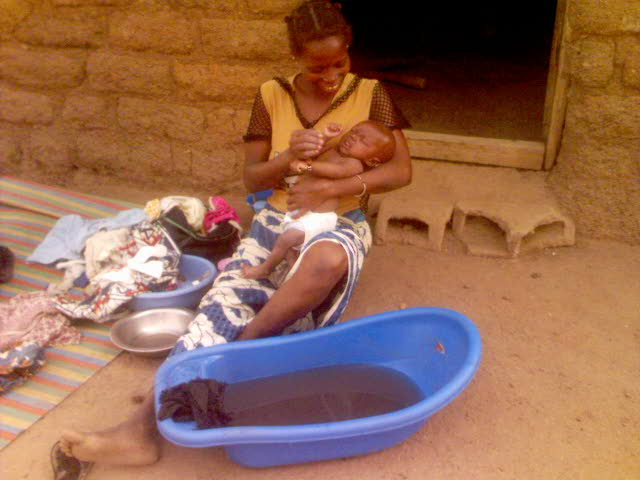
Une maman s'occupant de son enfant

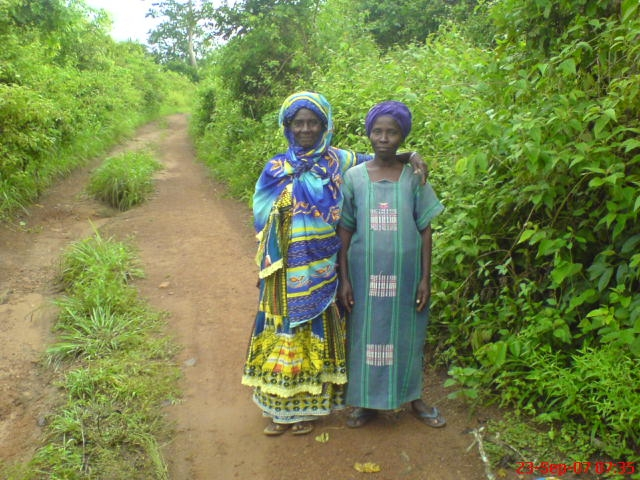
Deux femmes de Gbogolo dans leur tenue traditionnelle

## Organisation sociale
La société du canton Tiéma a une composition étatique. Celle-ci est régie par la chefferie qui obéit à une forme de monarchie, mais une certaine démocratie a lieu dans les prises de décision. Chaque village du canton a, à sa tête, un chef appelé sotigui. Il est garant de la tradition et des coutumes. L'administration coloniale a institué un dougoutigui (chef de terre), porte-parole du village auprès des autorités. La fonction de chef est héréditaire et familiale. C'est-à-dire que le chef est toujours issu d'une seule lignée. Il est en même temps le sacrificateur du village, ou bien il choisit un membre de sa famille élargie. Le chef de village réunit les notables pour avoir des opinions sur des questions concernant le village. Après consultation, il tranche en dernier ressort, et sa décision est irrévocable. La notabilité est représentative de toutes les familles, des jeunes et quelques fois des femmes. Chaque couche sociale est donc représentée. Cette représentation est souvent fonction de la nécessité du moment. 
Aux côtés des gardiens des us et coutumes, les hommes religieux figurent en bonne place.
Le village de Gbogolo se subdivise en trois quartiers :
1. Sa-non : quartier se situant dans la partie haute et au Sud du village (littéralement "En haut") ;
2. Dough-la : quartier situé en aval et au Nord de Sanon (littéralement "En bas") ;
3. Gbofia-lo et Séla-kuo forment un même quartier situé à l'Est du village (littéralement "dans les roches" et "sous le baobab".

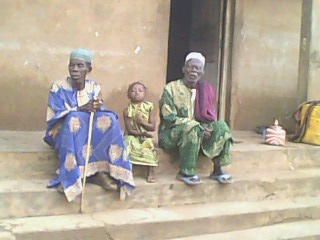
De gauche à droite : le nouveau Chef du village ou Sotigui (Miè Sahngbia), et l'ancien Chef de Terre ou Dougoutigui.

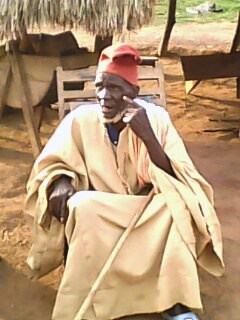
L'ex-Chef du village, Namory DOSSO décédé en janvier 2011.

Autrefois, il existait des Chefs de canton appelés Djamiatigui. Le premier Chef de canton était originaire du village de Tiémassoba répondant au nom de Faraba DOSSO. Ce dernier, pour convenance personnelle, avait préféré confier cette charge à un ressortissant de Gbogolo, du nom de Vanogodé DOSSO. Depuis lors, seuls des ressortissants du village de Gbogolo ont exercé cette fonction qui consistait notamment à représenter la population auprès de l'administration coloniale et à collecter l'impôt dans tout le canton Tiéma pour en reverser le produit au Commandant de Cercle de SEGUELA. Les autres Chefs de canton qui se sont succédé à la tête du canton Tiéma s'appelaient Vassotié DOSSO, Djombo DOSSO, Babadé DOSSO, Karamoko DOSSO et Djombo Mangah DOSSO. Après la mort de ce dernier dans les années 1970, il a fallu attendre l'année 2014 pour voir l'élection d'un nouveau chef de Canton en la personne de Youssoufou FOFANA, malheureusement décédé en juillet 2017. Le principal défi aujourd'hui est de trouver un nouveau chef de canton, de façon consensuelle, afin d'en finir avec la crise qui existe dans le canton. 

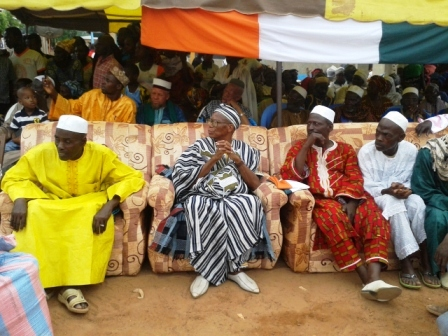
De gauche à droite,le nouveau Dougoutigui Megbama DOSSO et le défunt chef de Canton, au centre, Youssoufou FOFANA

## Climat
Le canton Tiéma bénéficie d'un climat de type tropical soudanais, avec une saison humide (juin-octobre) et une saison sèche (novembre-mai) placée sous l'influence de l'harmattan (vent sec et chaud du Sahara). L'amplitude thermique y est marquée, les températures variant entre 10 °C et 42 °C.

## Religion à Gbogolo
L'Islam forme la religion dominante dans le canton Tiéma. Il a été introduit dans la région de Séguéla par des familles issues des Toucouleurs : les Bakayoko, les Fofana, les Keita, et les Binaté qui, à la suite d'une invasion, le plus souvent pacifique, sont venues de la boucle du fleuve Niger.
Dès leur jeune âge, les enfants sont initiés à la prière. Cependant, il n'existe pas d'école coranique à Gbogolo et pas de maître coranique à proprement parler. Beaucoup de pratiques animistes ont disparu au contact de l'Islam. Mais certains rites cohabitent avec la pratique islamique, notamment l'adoration de la montagne sacrée, l'offrande de volaille ou de bétail aux ancêtres. La fête de la pintade est une pratique répandue dans le worodougou.

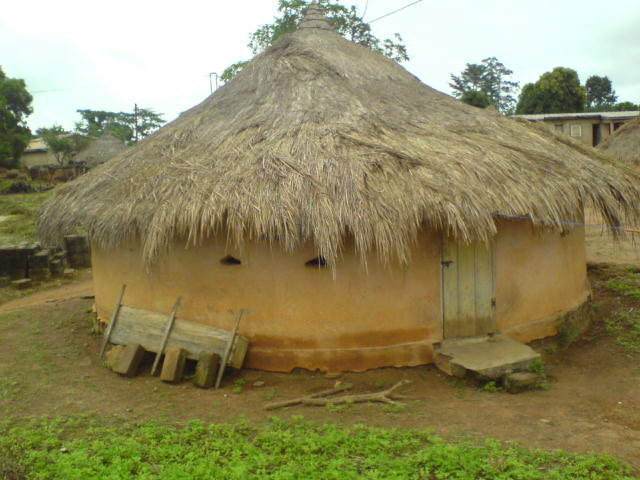
L'ancienne mosquée du village.

## La Tabaski ou la Fête du mouton (2009)

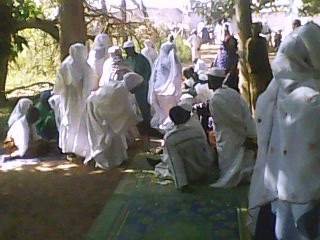
vue de la Prière
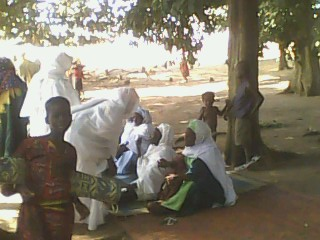
Vue de la prière
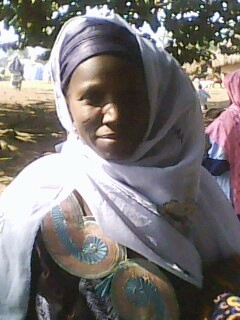
Une fidèle après la prière
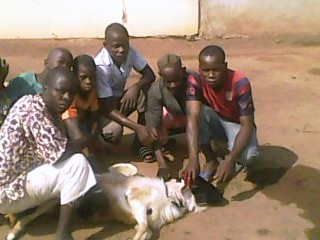
Immolation du mouton
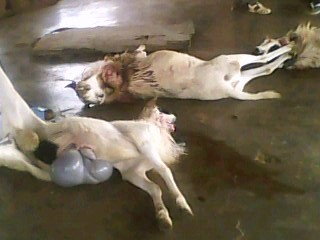
Moutons immolés en l'honneur du Seigneur

## Villages voisins de Gbogolo
- Tiémassoba et Barana au nord ;
- Tonon et Fimanan à l'est ;
- Gbiéla ou Gouelo et Toukro au sud ;
- Dienfé et Kavala vers l'ouest.

## Sports
Le sport à Gbogolo se limite au football pratiqué par la jeunesse. Une équipe de football est constituée et participe aux compétitions organisées, le plus souvent pendant les grandes vacances scolaires (de juillet à septembre).

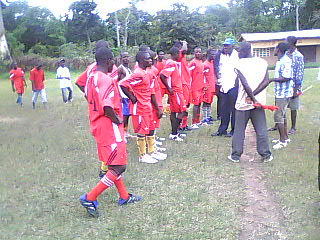
L'équipe de football du village Gbogolo
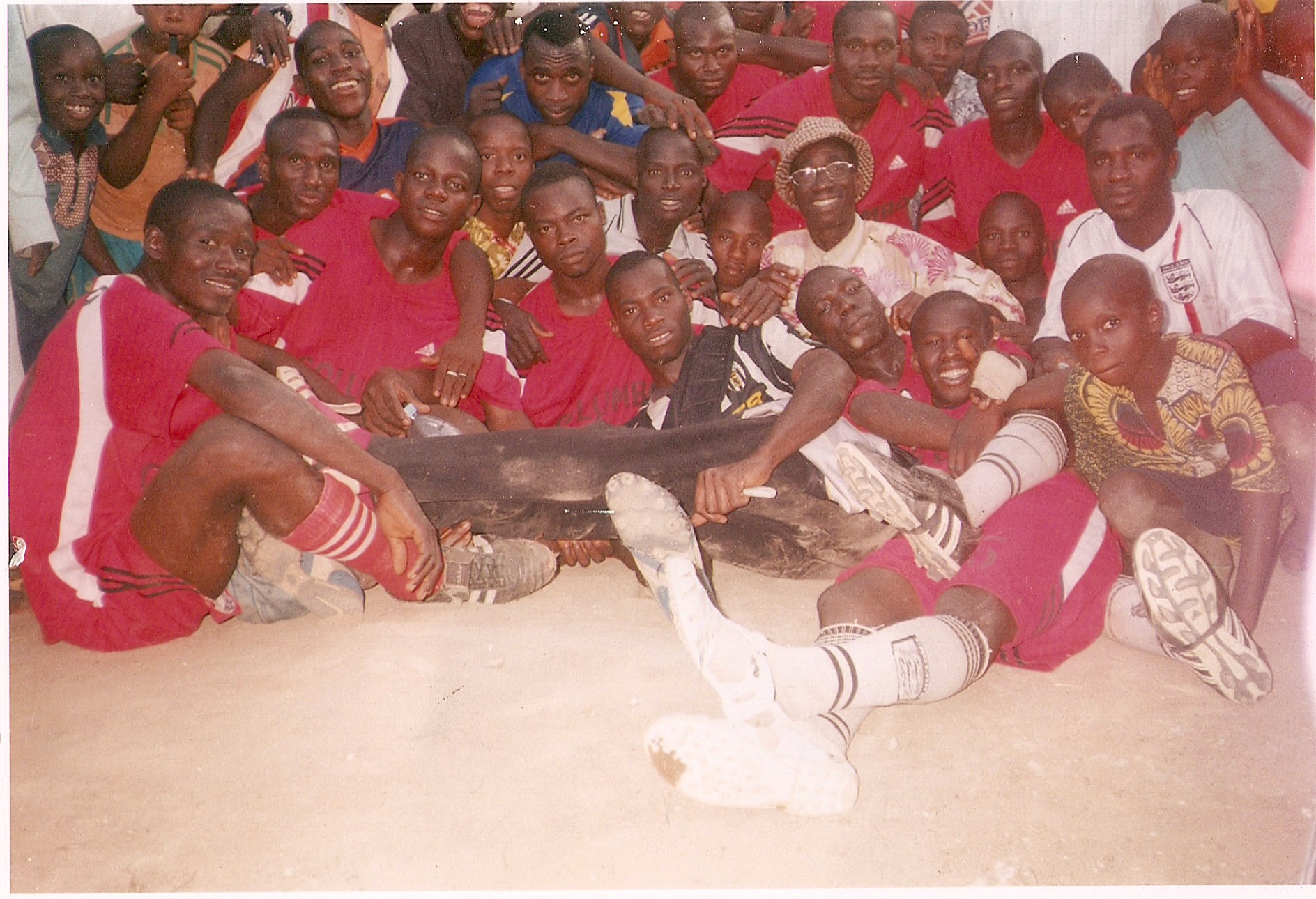
L'équipe après une victoire
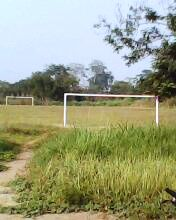
Le terrain de football du village
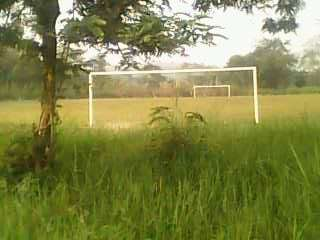
Vue du terrain de foot

Aux temps anciens, les compétitions de lutte traditionnelle mettaient aux prises des combattants du même village ou d'autres villages environnants. Ce sport a complètement disparu de nos jours.

## Culture
L'activité culturelle est marquée principalement par l'organisation régulière de danses traditionnelles des femmes. 

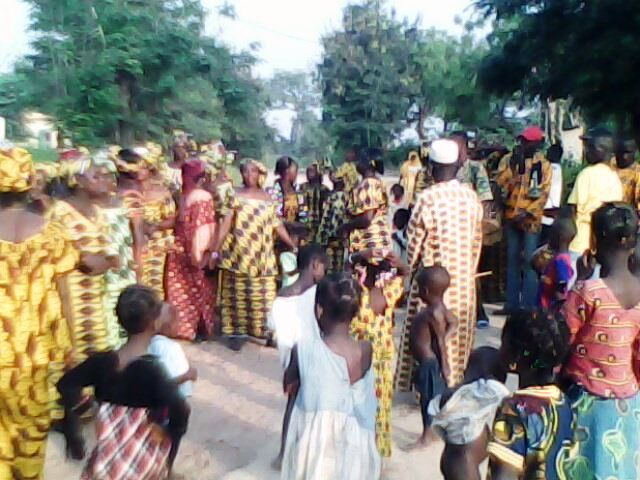
Une manifestation des femmes du village
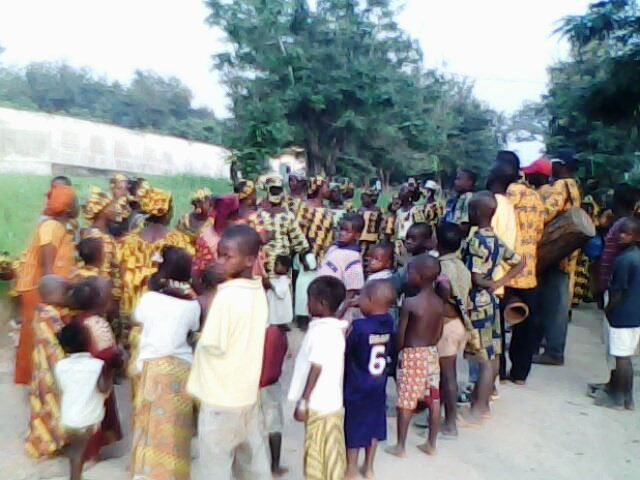
Danse des femmes
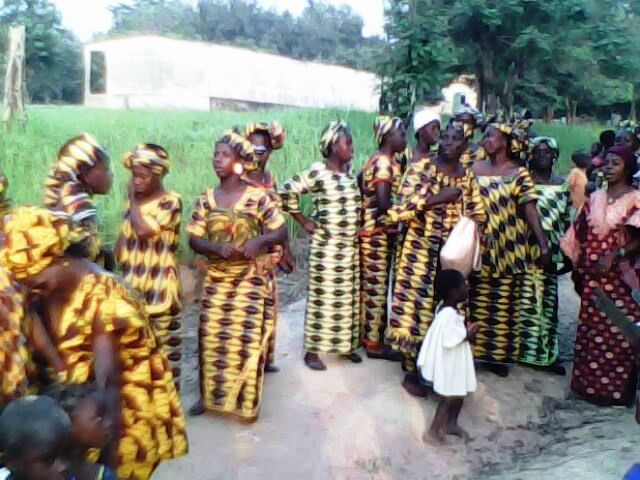
Autre vue de la danse des femmes
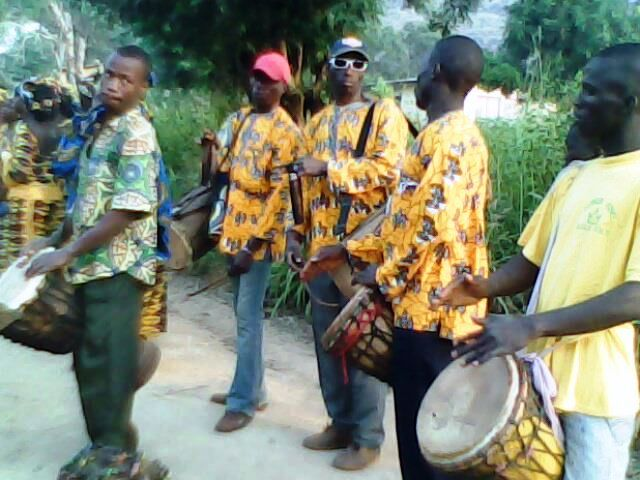
Les joueurs de tam-tams et djembé
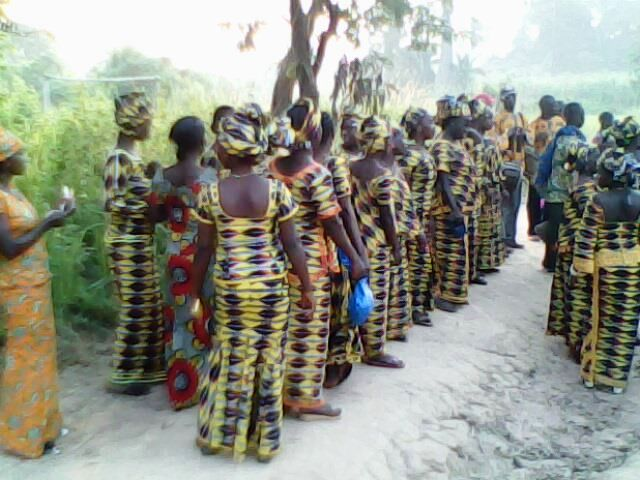
Les femmes prêtes à danser
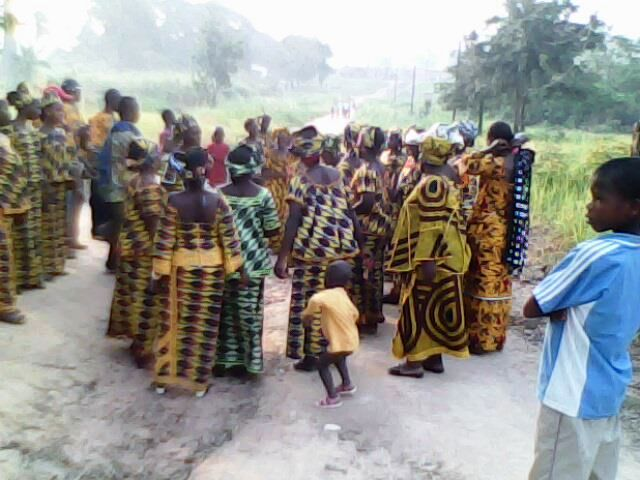
Les danseuses en action
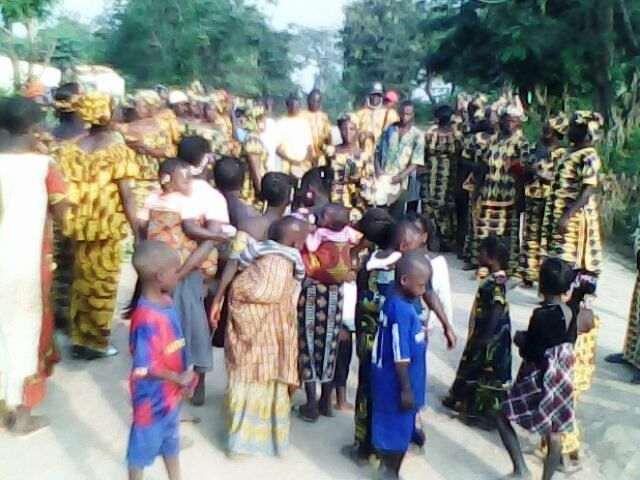
Autre vue des danseuses en action
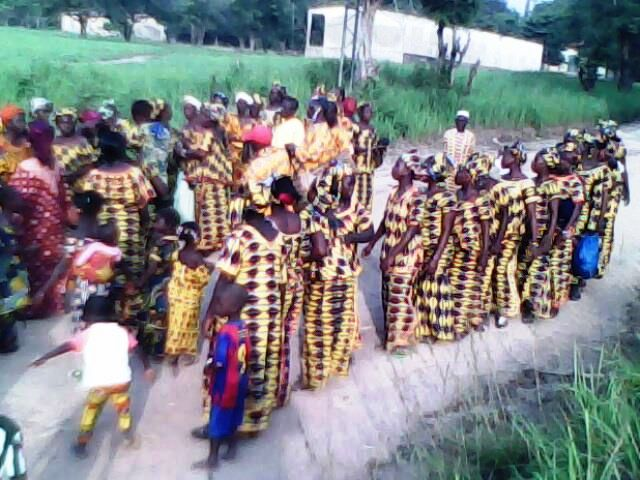
La danse bat son plein
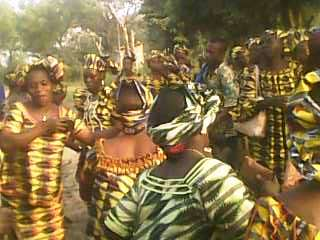
Les femmes aiment la danse
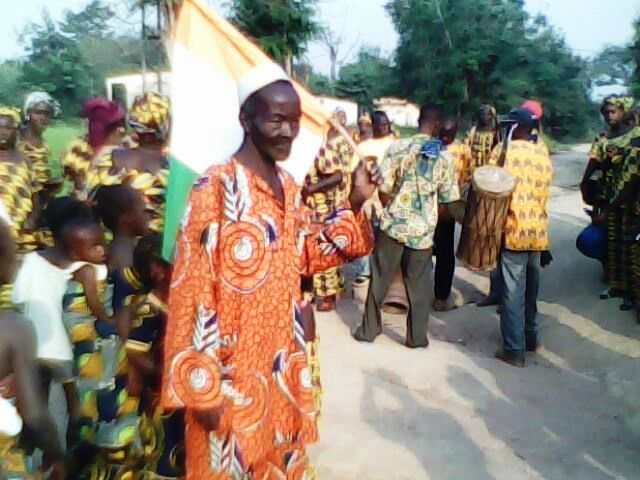
Le port du drapeau
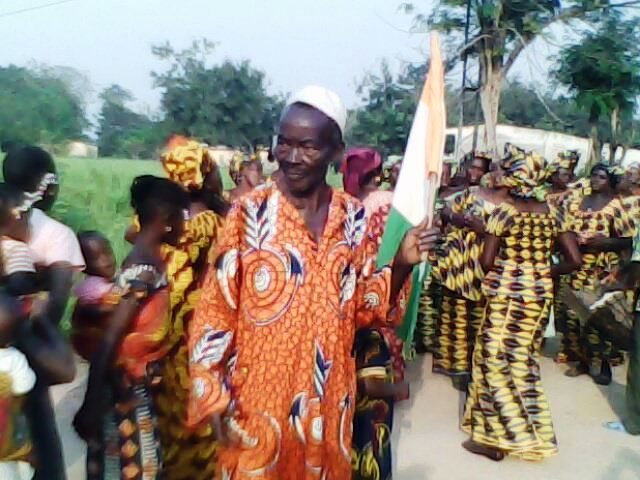
La manifestation de la joie du porteur de drapeau
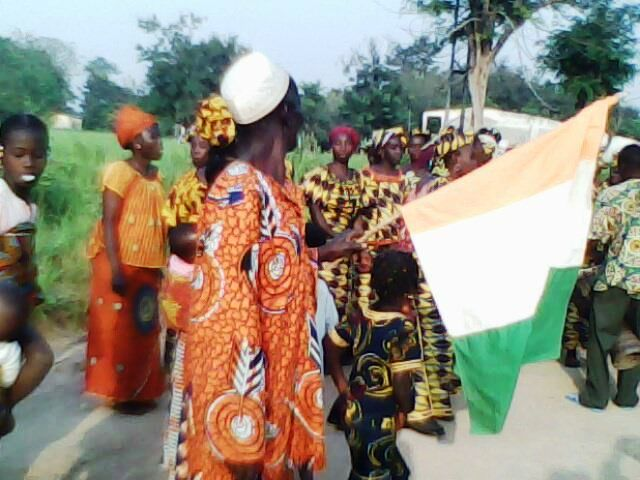
Le port du drapeau

Le village comporte un orchestre traditionnel qui organise des bals tant à Gbogolo que dans les villages gouros de la région. Cet orchestre a connu des acteurs majeurs qui prennent aujourd'hui leur retraite, tels que les nommés MOUDJO et GOSTO, dont la réputation a dépassé le canton Tiéma avec leur compère BLACKY.
De nouveaux acteurs apparaissent aujourd'hui tel le surnommé SAM qui fait office d'accordéoniste du village avec le retrait progressif de GOSTO.

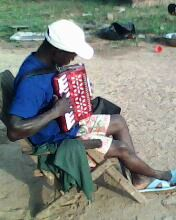
L'apprentissage
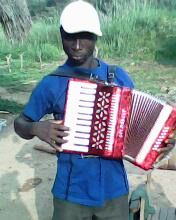
L'apprentissage
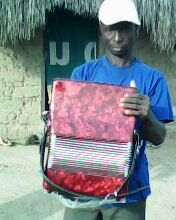
sam en action

## Tourisme
Le tourisme à Gbogolo est constitué de curiosités. En effet, le village est entouré par deux immenses montagnes dont l'ascension constitue un plaisir pour les randonneurs, et permet d'avoir une vue imprenable sur toute la région. 
L'une des deux montagnes appelée Bobo-lé-Glé comporte un lieu d'adoration, à l'endroit, où dit-on le patriarche Karamoko Djouambo aurait disparu miraculeusement à son retour de La Mecque (cf. supra). On raconte que cette montagne renfermerait un serpent boa protecteur du village. 
Le visiteur aura l'occasion de découvrir également la forêt sacrée du village où sont enterrés les chefs du village. 

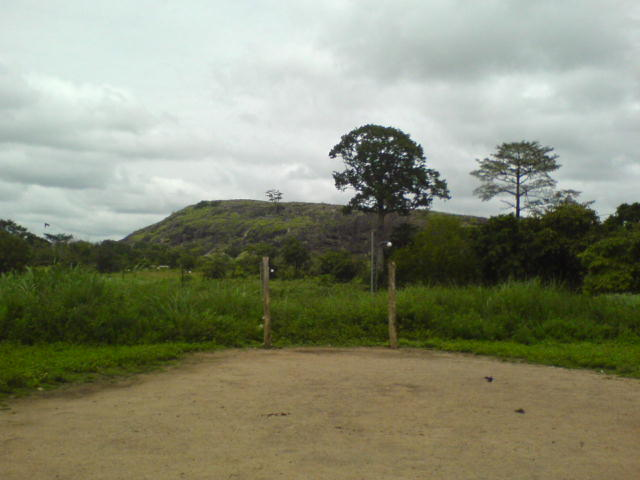
L'un des charmes de Gbogolo, la montagne.
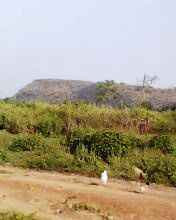
La montagne Bobo-Lé-Gwlè.
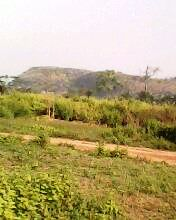
Aperçu de la montagne.
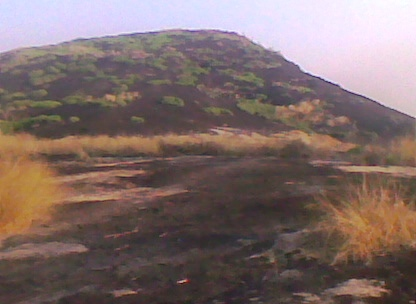
La montagne.
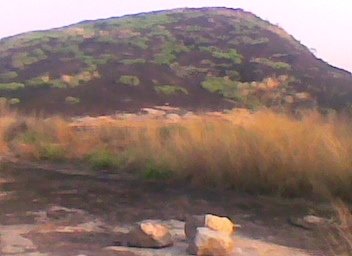
Vue de la montagne
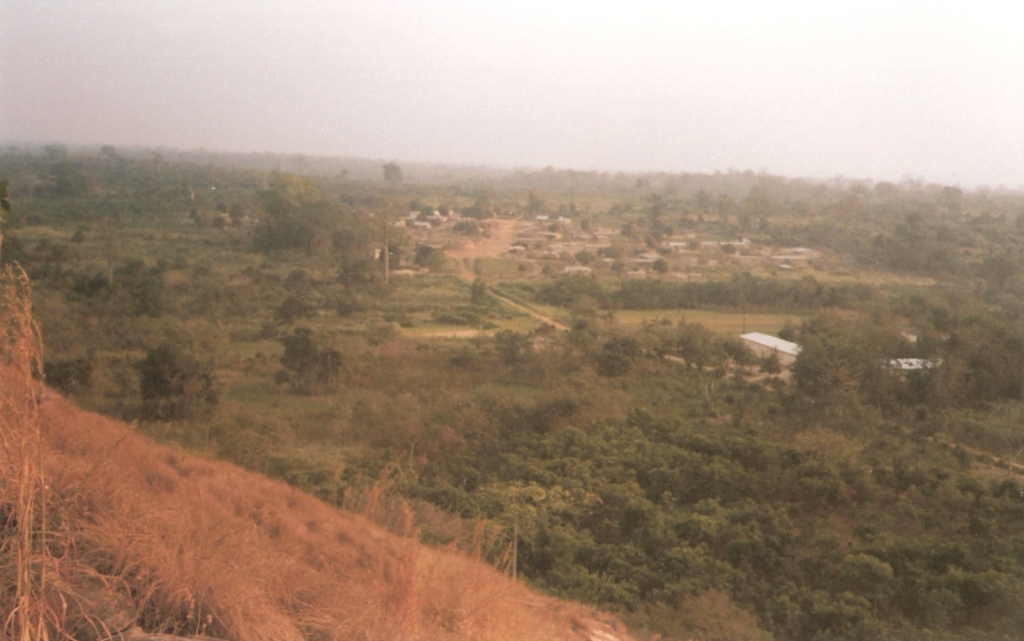
Vue du village
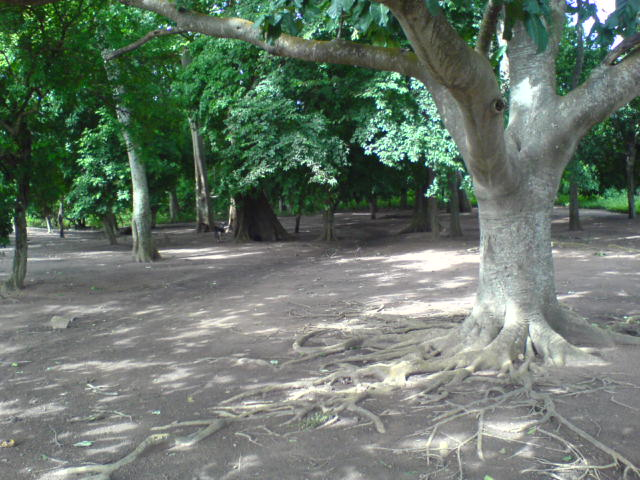
Endroit où sont enterrés les hauts dignitaires du village
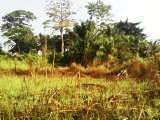
forêt d'adoration et de sacrifice aux ancêtres

## Économie
L'économie du village de Gbogolo et du canton Tiéma est essentiellement caractérisée par l'exploitation agricole. Les principaux produits vivriers sont l'igname, le riz, la banane plantain, le maïs et l'arachide. Les cultures de rente sont constituées du coton, de l'anacarde, du café et du cacao dont la Côte d'Ivoire est le premier producteur mondial. L'élevage est également pratiqué, à une échelle très réduite, essentiellement par des éleveurs peuls.
Un projet d'implantation de marché est en cours à Gbogolo, afin de seconder le seul marché de Tiémassoba qui servait de lieu de rencontre entre vendeurs et acheteurs, tous les mercredis.  
Dans le cantion Tiéma, l'agriculture repose sur l'alternance de périodes de culture et de jachère avec présence ou non de cultures pérennes. Elle se caractérise par une faible mécanisation. La pratique de la culture irriguée est également embryonnaire.  Les cultures de bas-fond, en particulier le maraîchage, sont à vulgariser.
Cette caractérisation permet de préciser les domaines d'intervention prioritaires pour cette région dans le domaine du développement rural.
L'anacardier constitue, aujourd'hui, un élément central du système de production de la population de Gbogolo. Mais, d'ores et déjà les paysans doivent s'interroger sur la superficie que doivent occuper ces vergers. En effet, l'anacardier mobilise la terre pour une durée d'au moins trente ans. Le développement de cette culture se fait donc au détriment du système igname/cultures secondaires/jachère.
L'alimentation des habitants de Gbogolo est essentiellement à base de riz, d'igname, de banane-plantain et de manioc qui sont abondamment produits au gré de la pluviométrie. Mais, la famine est à craindre pendant les périodes de soudure. Ce fait relève bien souvent de la mauvaise gestion des produits agricoles. En effet, les récoltes une fois entrées, sont consommées sans modération, et aussi pour des raisons économiques ou culturelles (funérailles, fêtes de réjouissance, etc.).

## Politique
Le village de Gbogolo n'échappe pas à l'activité politique de la Côte d'Ivoire. Depuis le retour du pays au multipartisme en 1990, les habitants ont adhéré aux différents partis de l'échiquier politique ivoirien. Cependant, les partis les mieux représentés sont le Rassemblement des Républicains (RDR), le Parti démocratique de Côte d'Ivoire (PDCI) et le Front populaire ivoirien (FPI). Lors de la dernière élection présidentielle de 2010, le candidat du RDR a raflé le maximum de suffrages à l'instar des autres villages du département de Séguéla.
Gbogolo dans la crise
Après les élections du 28 novembre 2010, le pays a été plongé dans une grave crise sociopolitique née du refus de l'ancien Président Laurent Gbagbo d'accepter sa défaite, et de céder le pouvoir à Alassane Ouattara. À la suite des nombreuses exactions dont de nombreux militants du RDR et du PDCI (regroupés au sein du RHDP), beaucoup de ressortissants du Nord du pays qui étaient dans les villes du Sud (Abidjan notamment), se sont réfugiés dans leurs villages. C'est ainsi que l'effectif de la population de Gbogolo a considérablement augmenté au cours des mois de mars et avril 2011. Cette arrivée massive de migrants n'a pas manqué de créer des problèmes logistiques en termes de logement et de nourriture, malgré la solidarité et l'hospitalité des villageois. 
Lorsque la nouvelle de la chute de Laurent Gbagbo a été annoncée le 11 avril 2001 par les médias, elle a entraîné une explosion de joie à travers plusieurs contrées du pays. Les habitants de Gbogolo ont particulièrement fêté cet événement par des manifestations de joie.

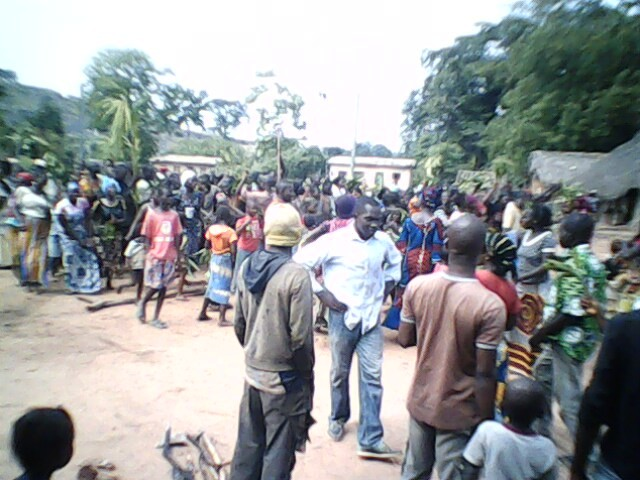
Le Président des Jeunes du RDR en tête de la manifestation
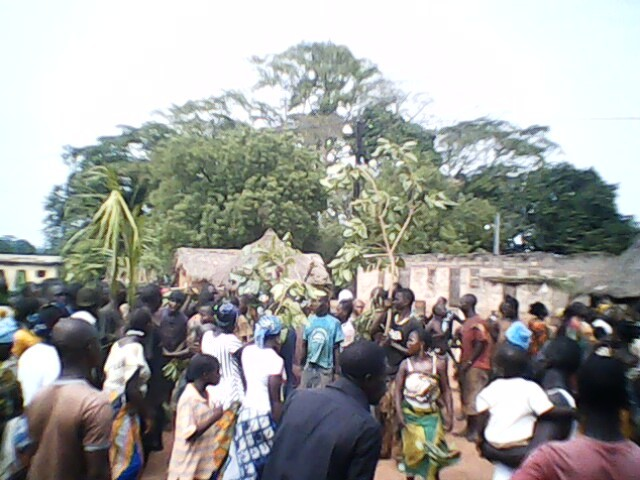
La population manifeste sa joie
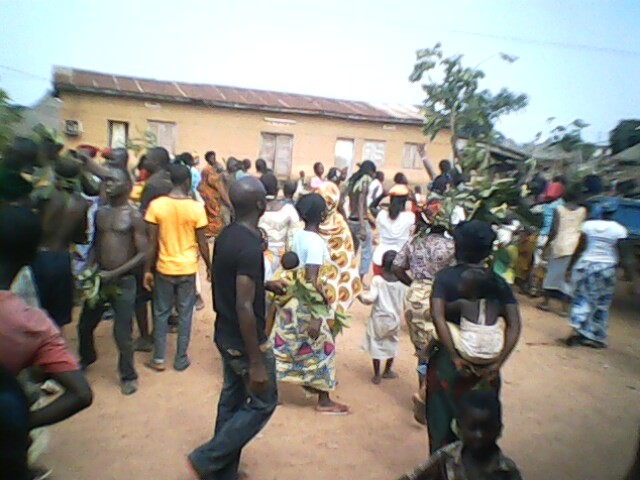
Certains esquissent des pas de danse
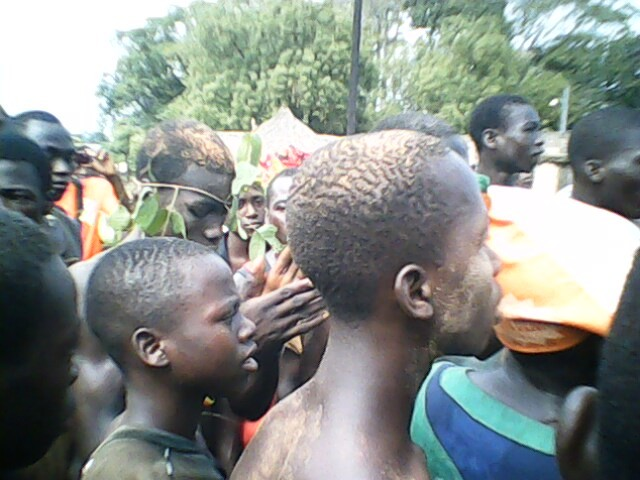
Jeune et vieux, femmes comme garçons, tout le monde exprime sa joie
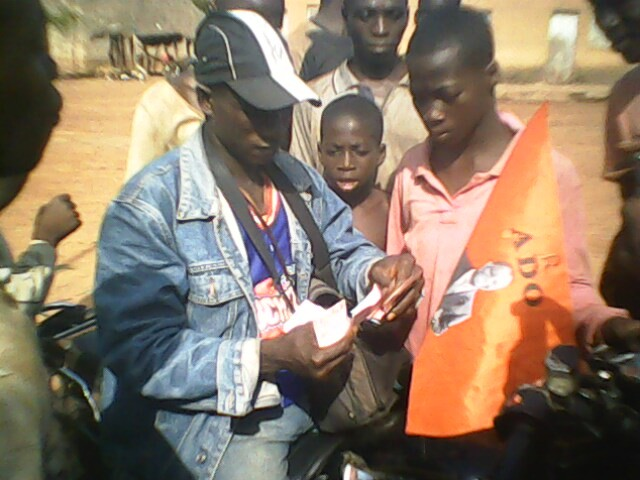
Autre expression de la joie
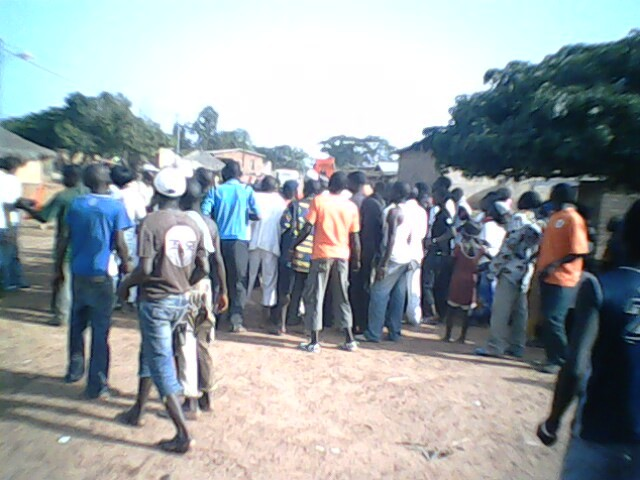
La jeunesse fait le tour du village
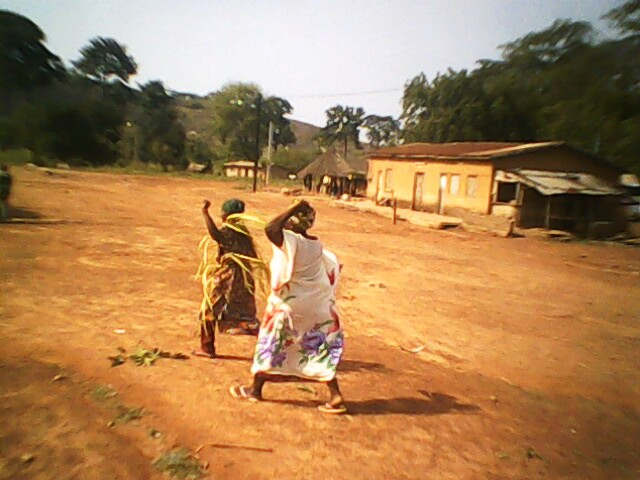
Deux femmes en joie
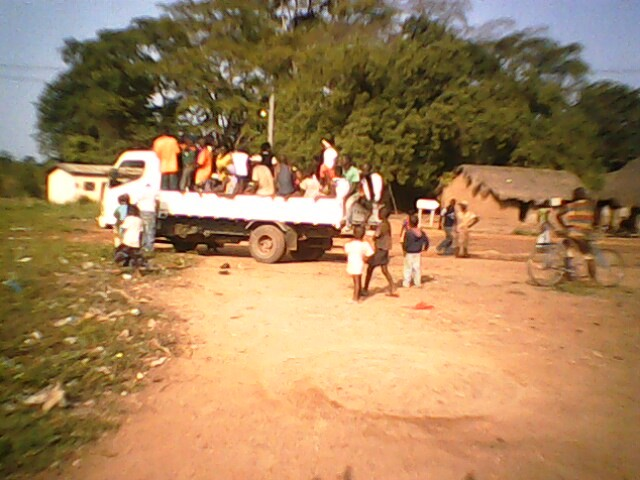
La joie se manifeste aussi en rodéo dans un camion

Et finalement, ADO a été investi et installé dans ses nouvelles fonctions de Président de la République, le samedi 21 mai 2011 en présence d'un parterre de personnalités à Yamoussoukro.

## Diaspora
De nombreux ressortissants de Gbogolo sont établis un peu partout à travers le monde. Le plus grand nombre d'entre eux se trouvent à Abidjan, la capitale de la Côte d'Ivoire. Ils y forment une communauté assez soudée dont les membres se portent assistance et aide à l'occasion des cérémonies funéraires, des baptêmes, etc. Dans cette ville est implanté le siège de l'Association pour le Développement de Gbogolo (ADG), dont le président a été, durant de longues années, Youssoufou FOFANA. Cependant, en raison de la situation sociopolique assez délétère dans le pays, les activités de cette association connaissent une certaine léthargie. À côté de l'ADG, existent également l'Association des Femmes de Gbogolo, et surtout l'Association des Jeunes de Gbogolo (AJEG) créée en 1997.
L'on trouve également des ressortissants de Gbogolo en France (principalement à Paris), en Italie et au Sénégal.
Ces communautés essaient de maintenir des liens étroits avec leur village d'origine. C'est ainsi que de nombreux ressortissants n'hésitent pas à retourner au village lors d'événements heureux comme la fête du Maouloud ou de la Tabaski, ou encore dans le cadre d'évènements tristes.

## Galerie d'images

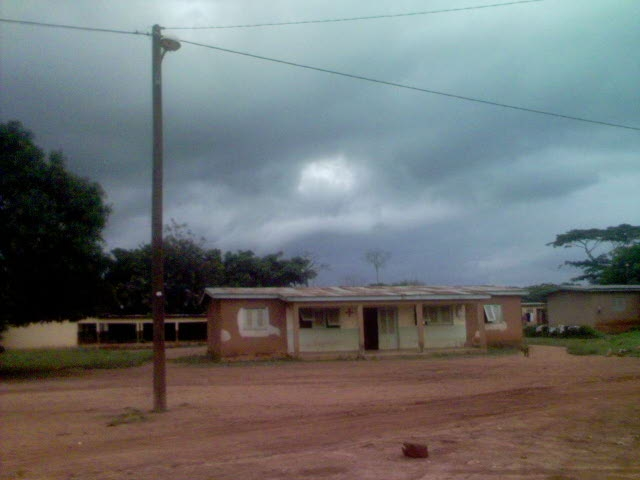
Centre de santé de Gbogolo
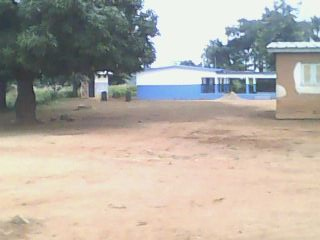
Le centre de santé rénové de Gbogolo
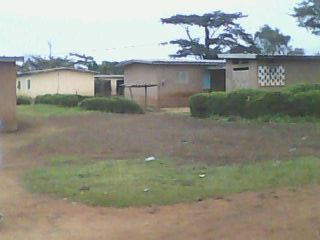
Résidence de l'infirmier et de la sage-femme
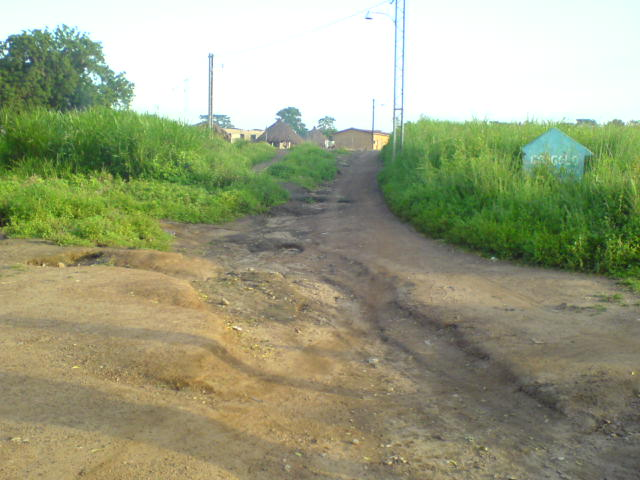
L'entrée du village près des roseaux
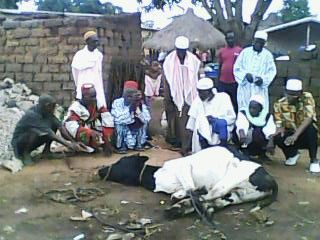
Un sacrifice de bœuf
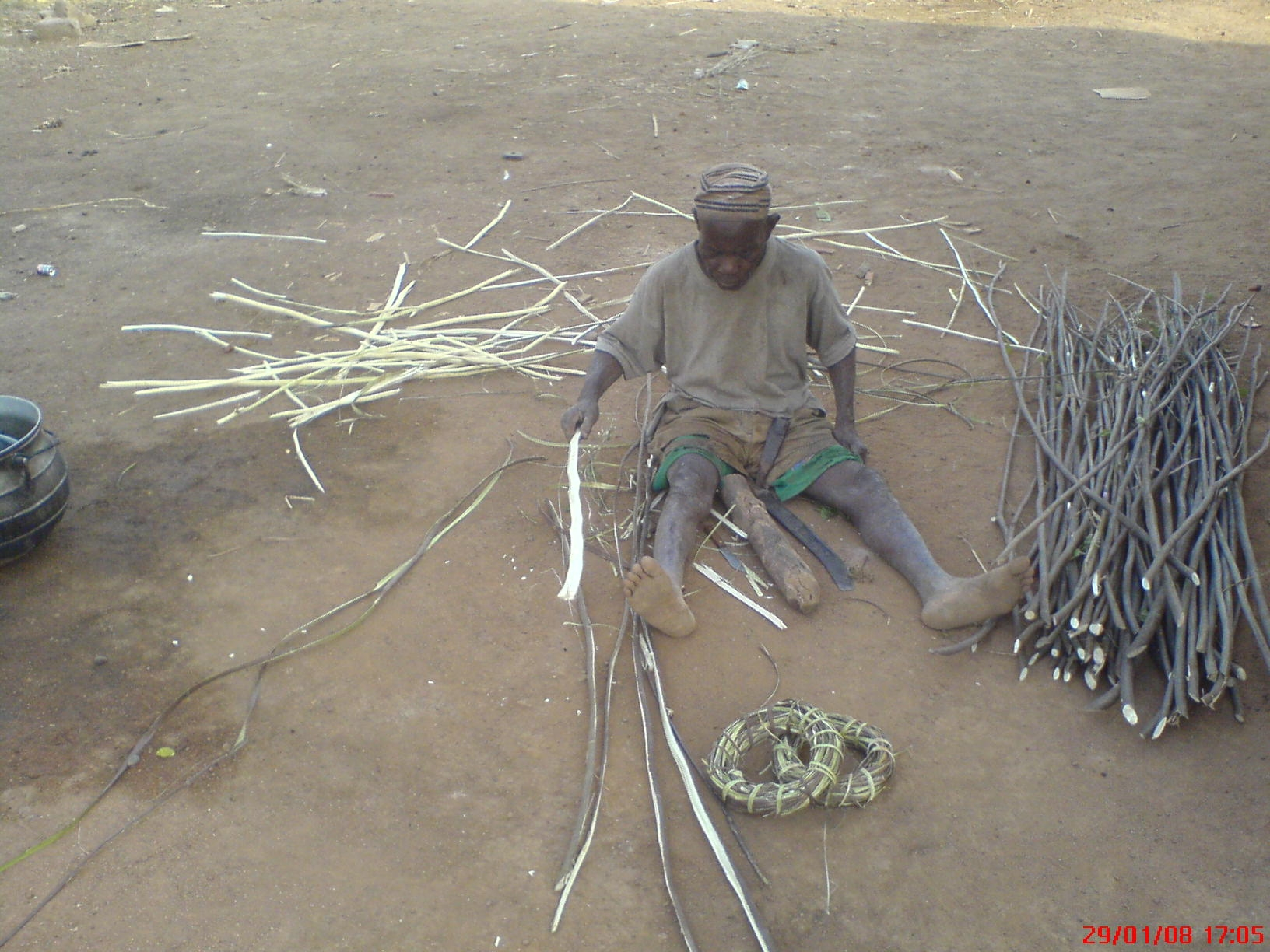
Un paysan en action
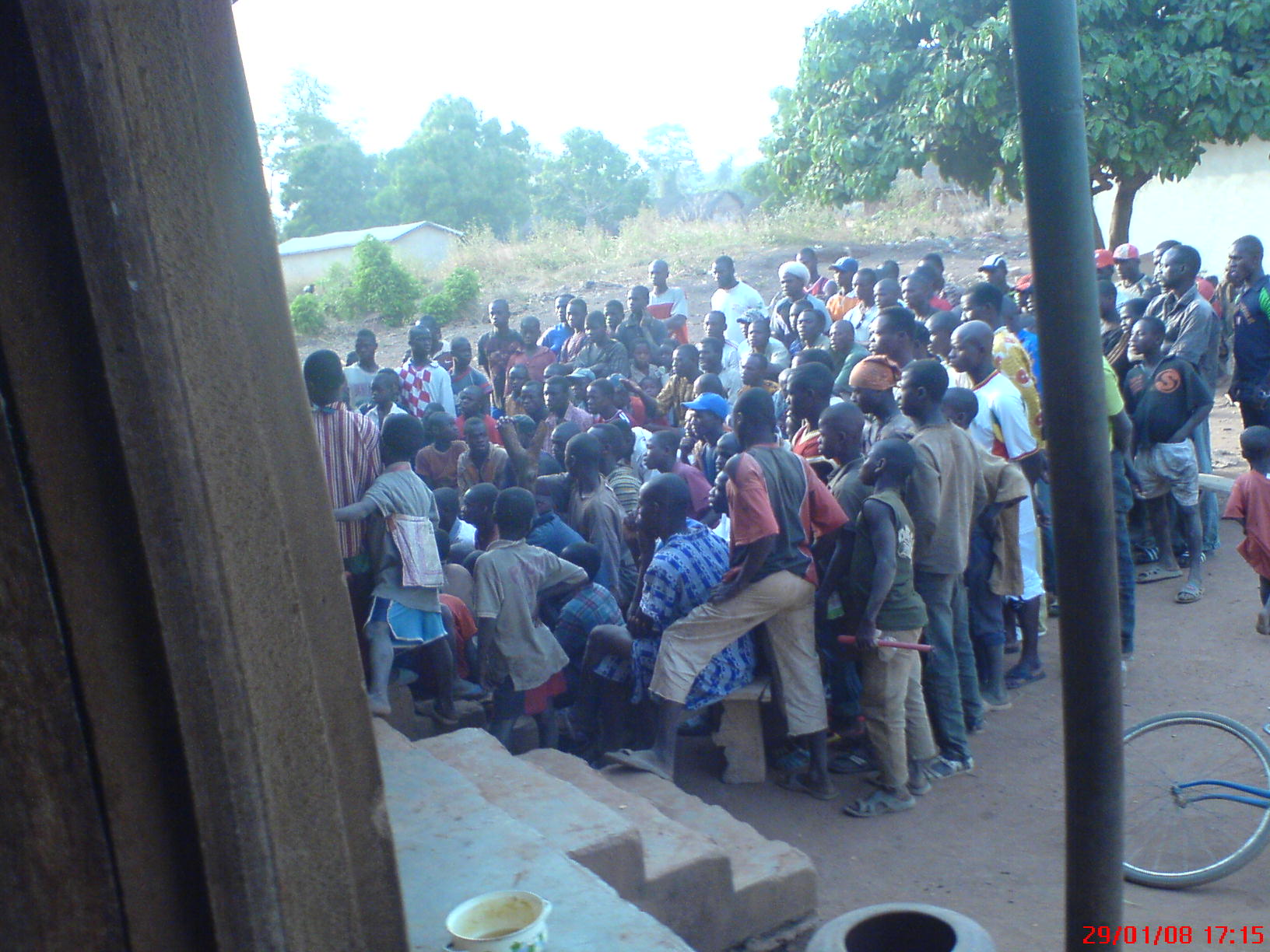
Jeunesse, avenir de Gbogolo
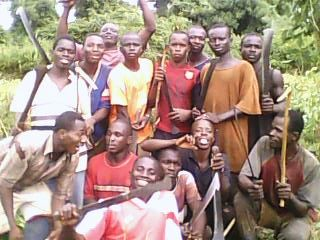
La jeunesse de Gbogolo au travail
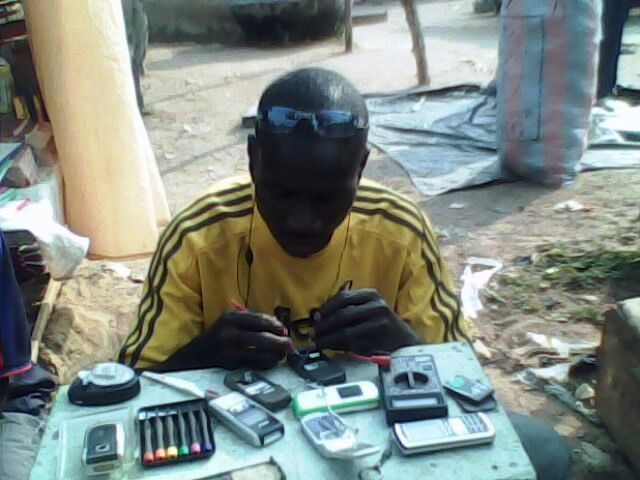
John, un jeune dynamique du village
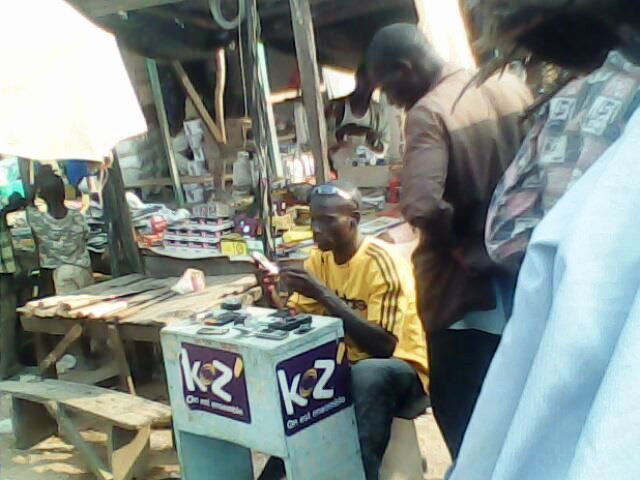
John, réparateur de portables
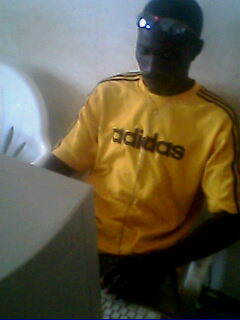
John, féru de l'Internet
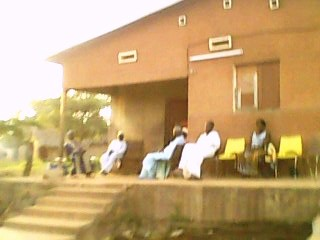
Maison de Mètrè à gbogolo
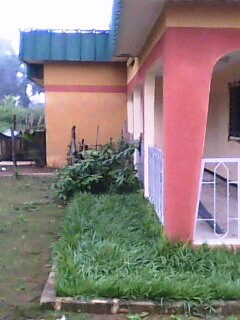
Maison nouvelle à Gbogolo
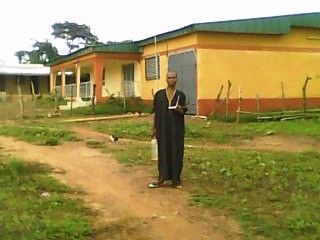
Maison nouvelle à Gbogolo
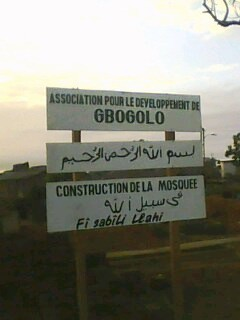
Construction nouvelle mosquée à Gbogolo
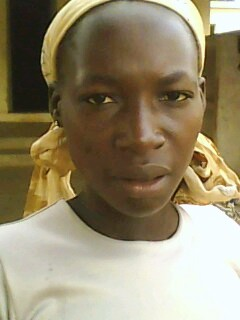
Vue d'une jeune fille de Gbogolo, Mahoua
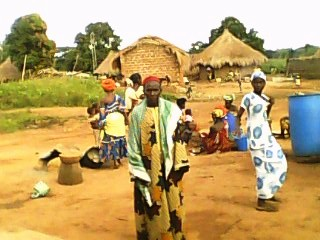
Vue de Kessé et d'autres habitants de Gbogolo
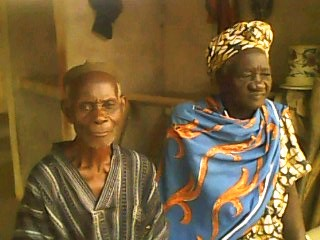
Vue de Lagos et de sa grande sœur
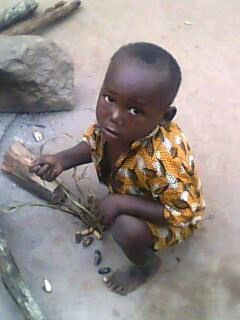
Vue d'un petit garçon de Gbogolo

## Visite de l'Ambassadeur du Japon le 22-10-2009
Le jeudi 22 octobre 2009, l'Ambassadeur du Japon, Yoshifumi Okamura, a effectué une visite de travail dans le village de Gbogolo, en vue de faire un don à la maternité. Il était accompagné au cours de ce déplacement par le Préfet de Séguéla, le sous-Prefet et le Maire de Massala, ainsi que les Autorités administratives et politiques de la région du Worodougou. Le diplomate japonais a eu droit à une visite guidée du centre de santé pendant près d'une heure. Visite qu'il a du moins qualifiée d'instructive, du moment où il a pu avoir la quintessence de ce qui s'y déroule comme activités pour la santé des populations. 
La forte délégation a été accueillie avec tous les honneurs dans la pure tradition Malinké, avec des sons de grelots, de tam-tams et autres trompettes. 

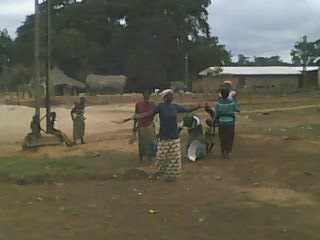
Les braves femmes de Gbogolo s'activent pour embellir le village
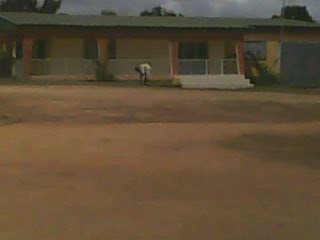
Le village rendu propre avant l'arrivée de l'illustre hôte
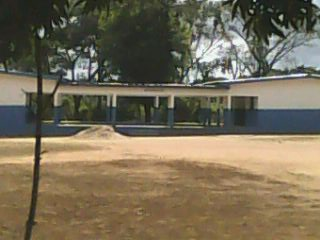
La maternité du village
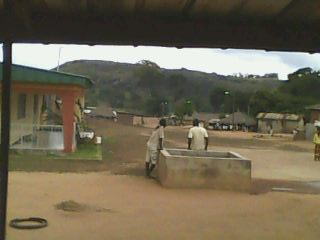
Le village rendu propre avant l'arrivée de l'illustre hôte
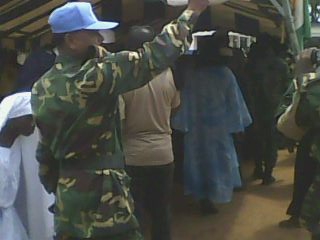
Les éléments de l'ONUCI assuraient la sécurité
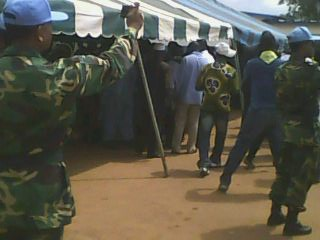
Les éléments de l'ONUCI assuraient la sécurité
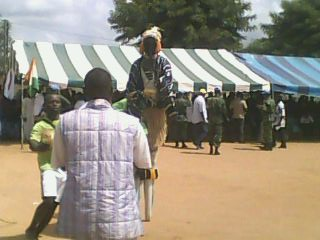
L'accueil se met en place avec les danses traditionnelles
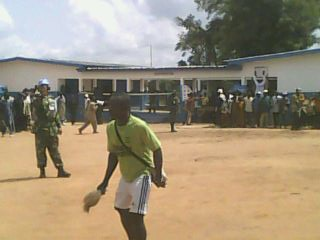
L'accueil se met en place
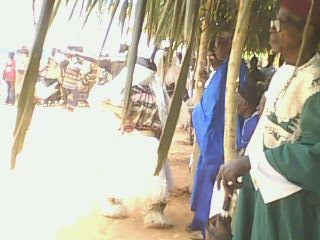
Une vue de l'assistance
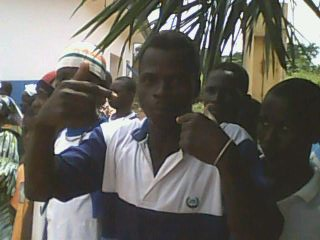
Une vue de l'assistance. Sadoufa en première ligne
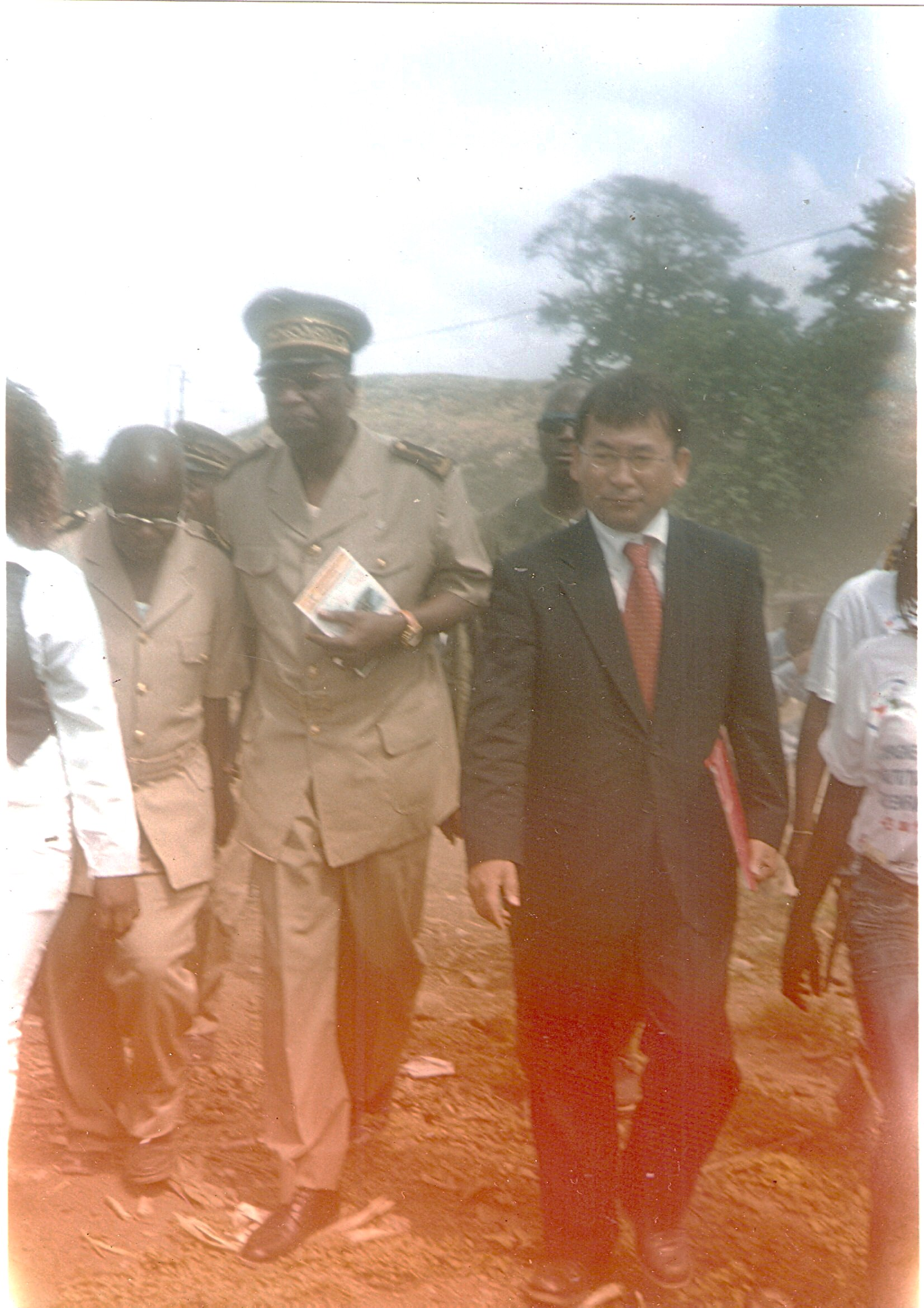
Arrivée des honorables invités
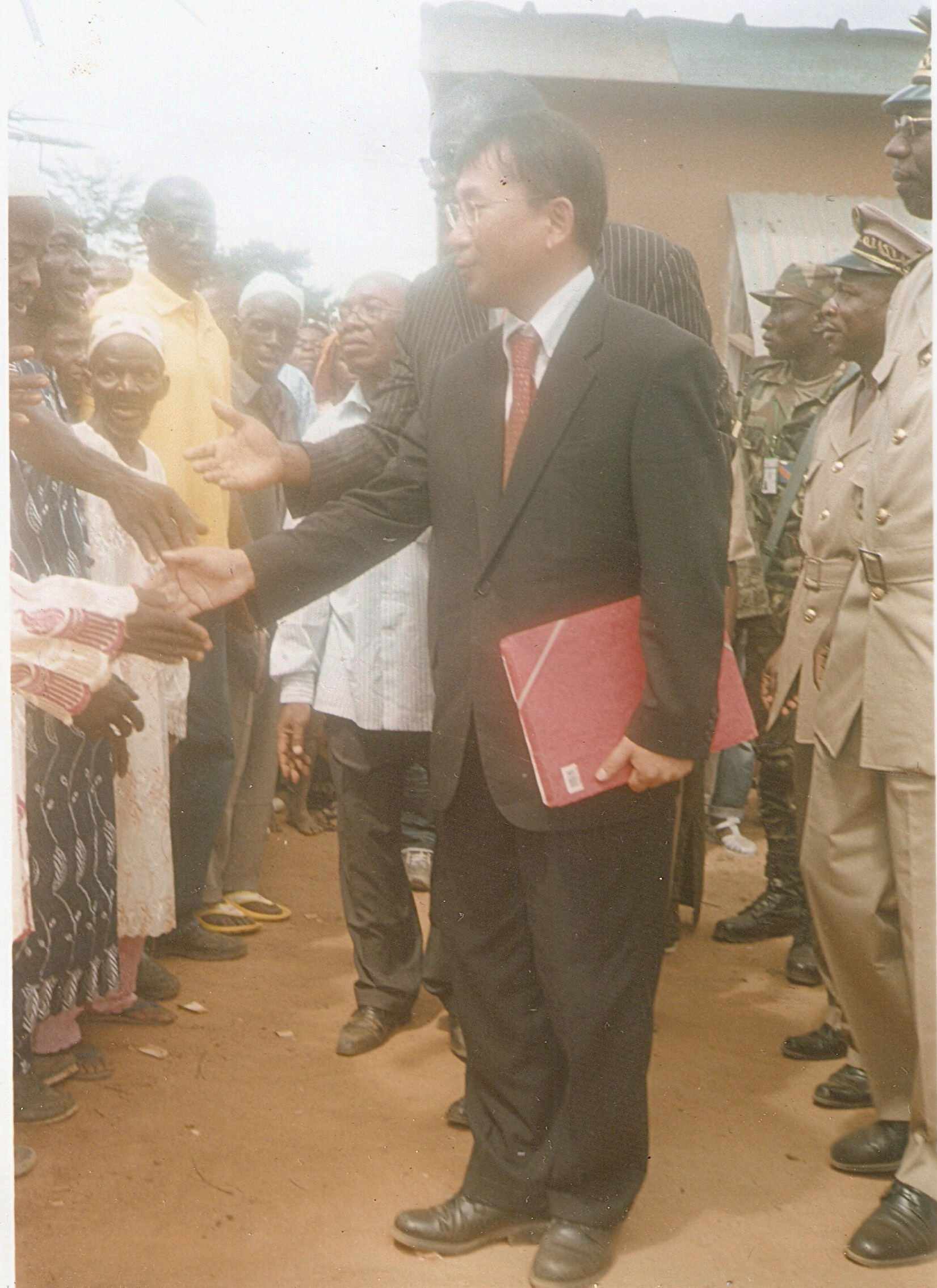
Salutation de la foule
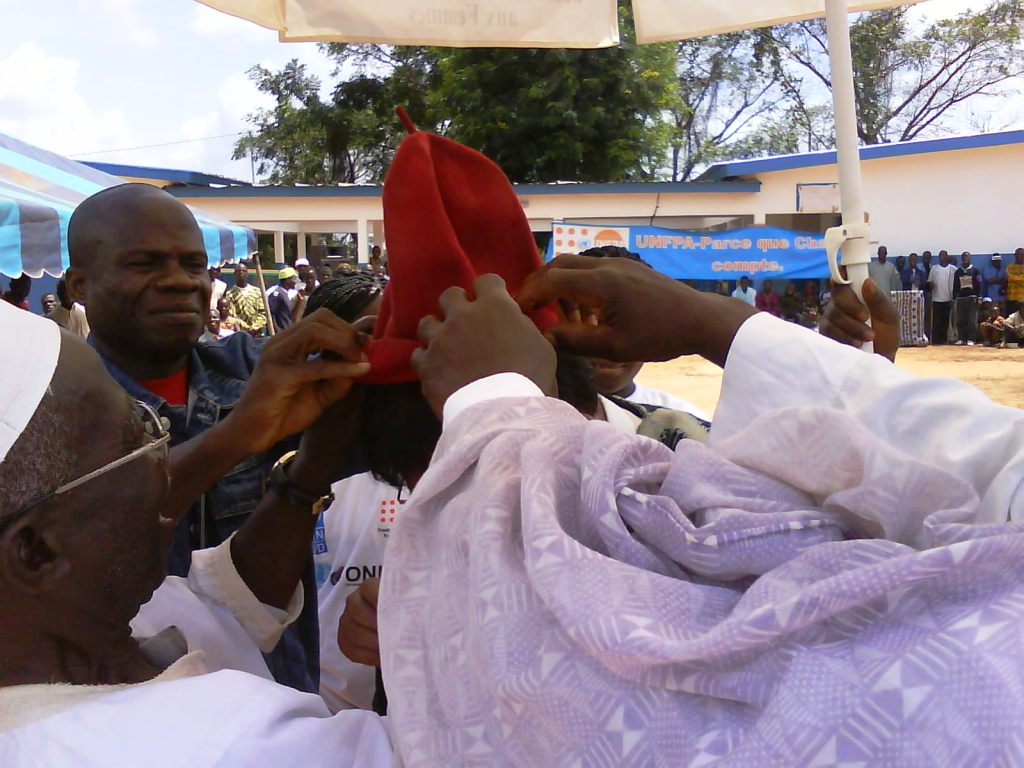
L'Ambassadeur, citoyen d'honneur de Gbogolo
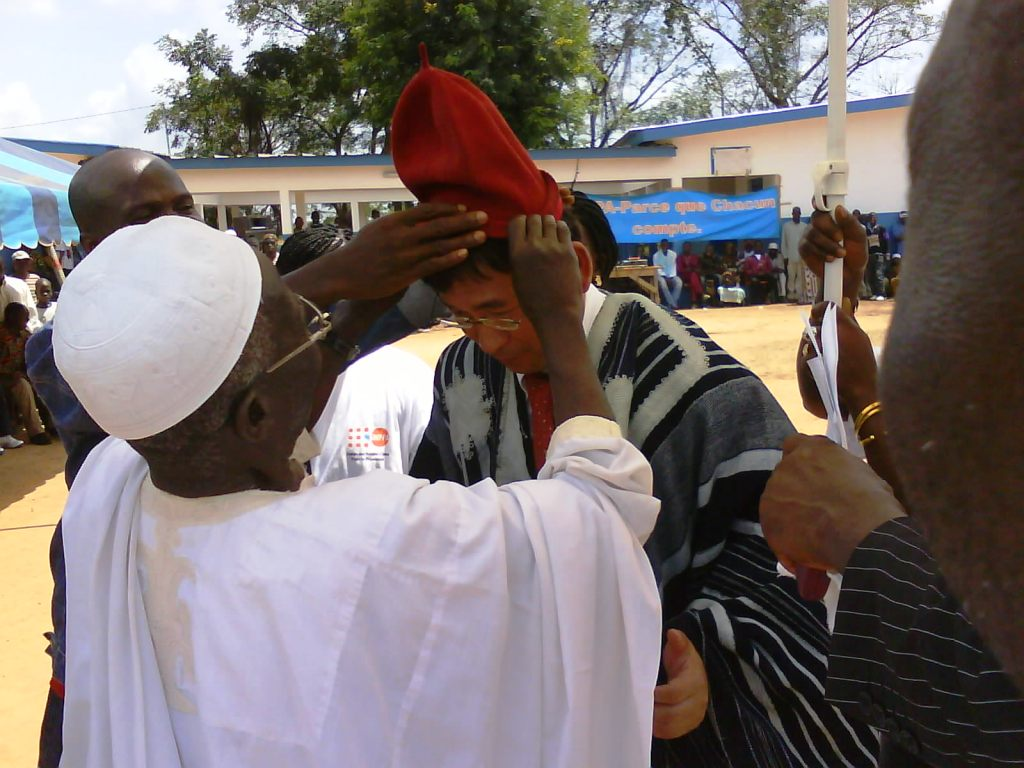
L'Ambassadeur, citoyen d'honneur
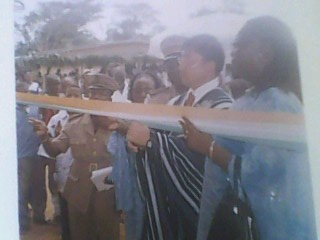
Coupure du ruban symbolique
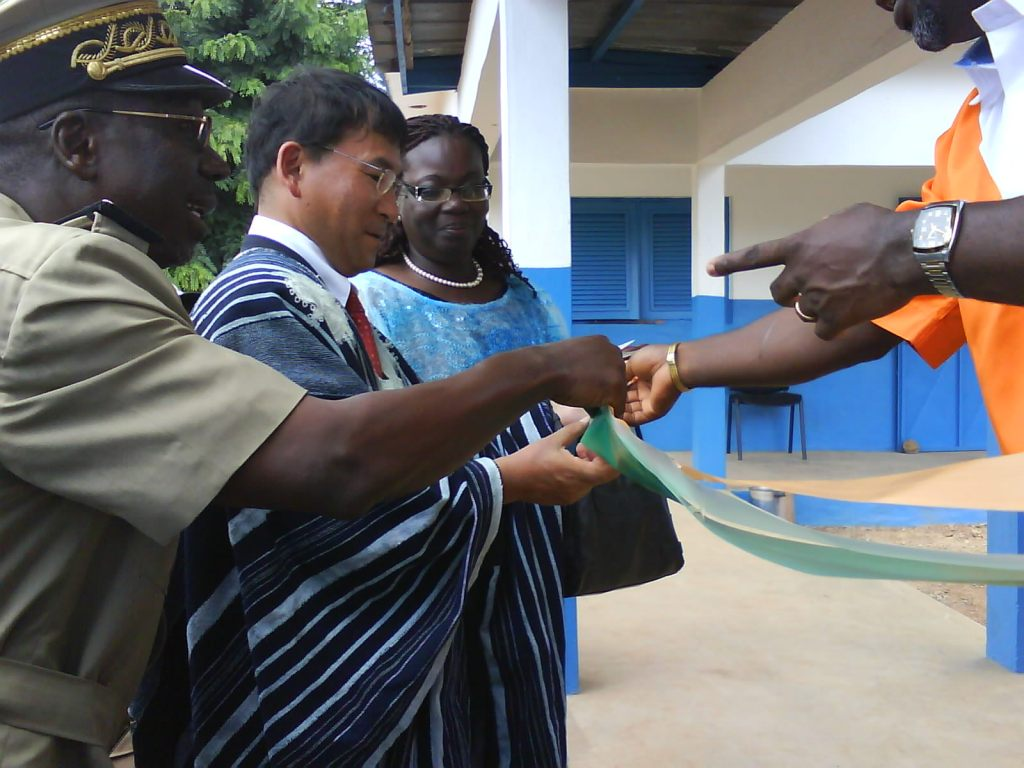
Coupure du ruban symbolique
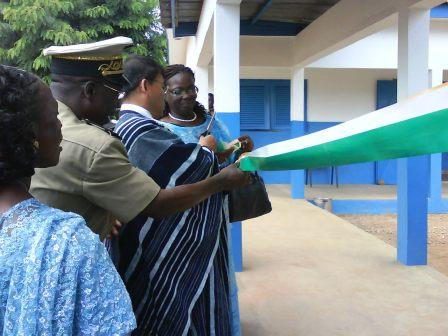
Coupure du ruban symbolique
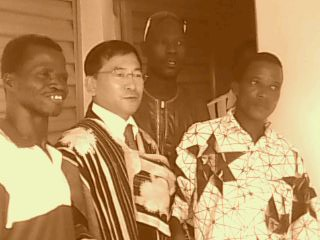
L'Ambassadeur, citoyen d'honneur de Gbogolo
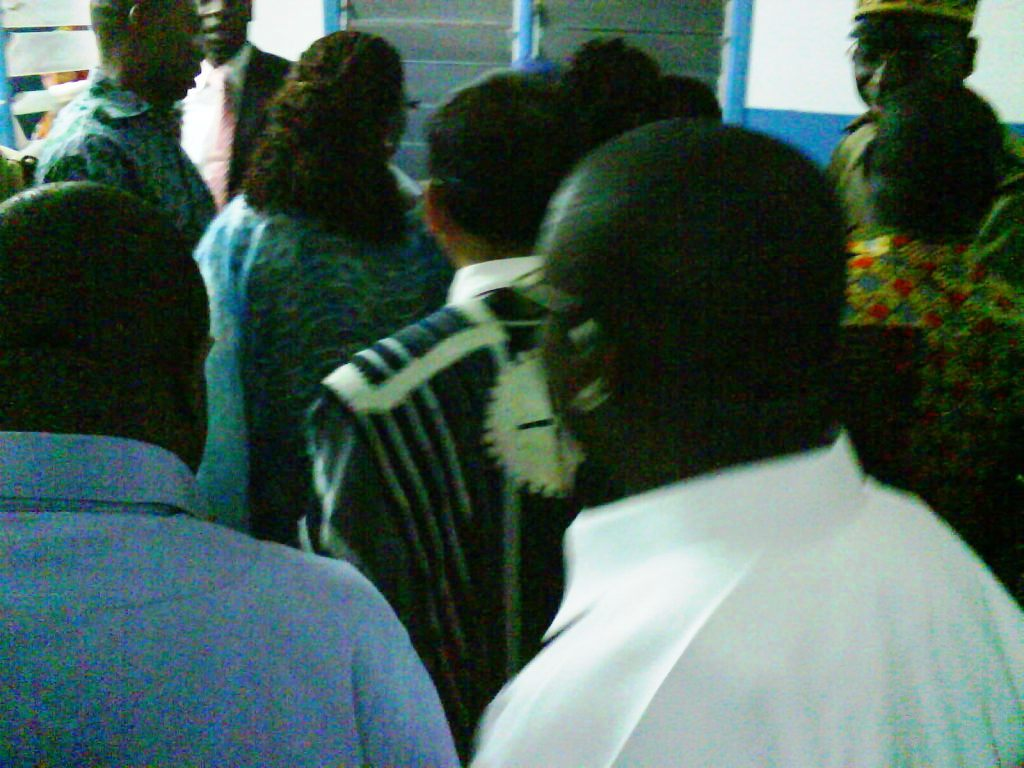
Visite de la Maternité
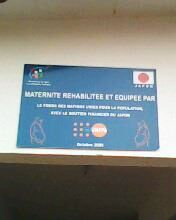
Plaque à l'entrée de la Maternité
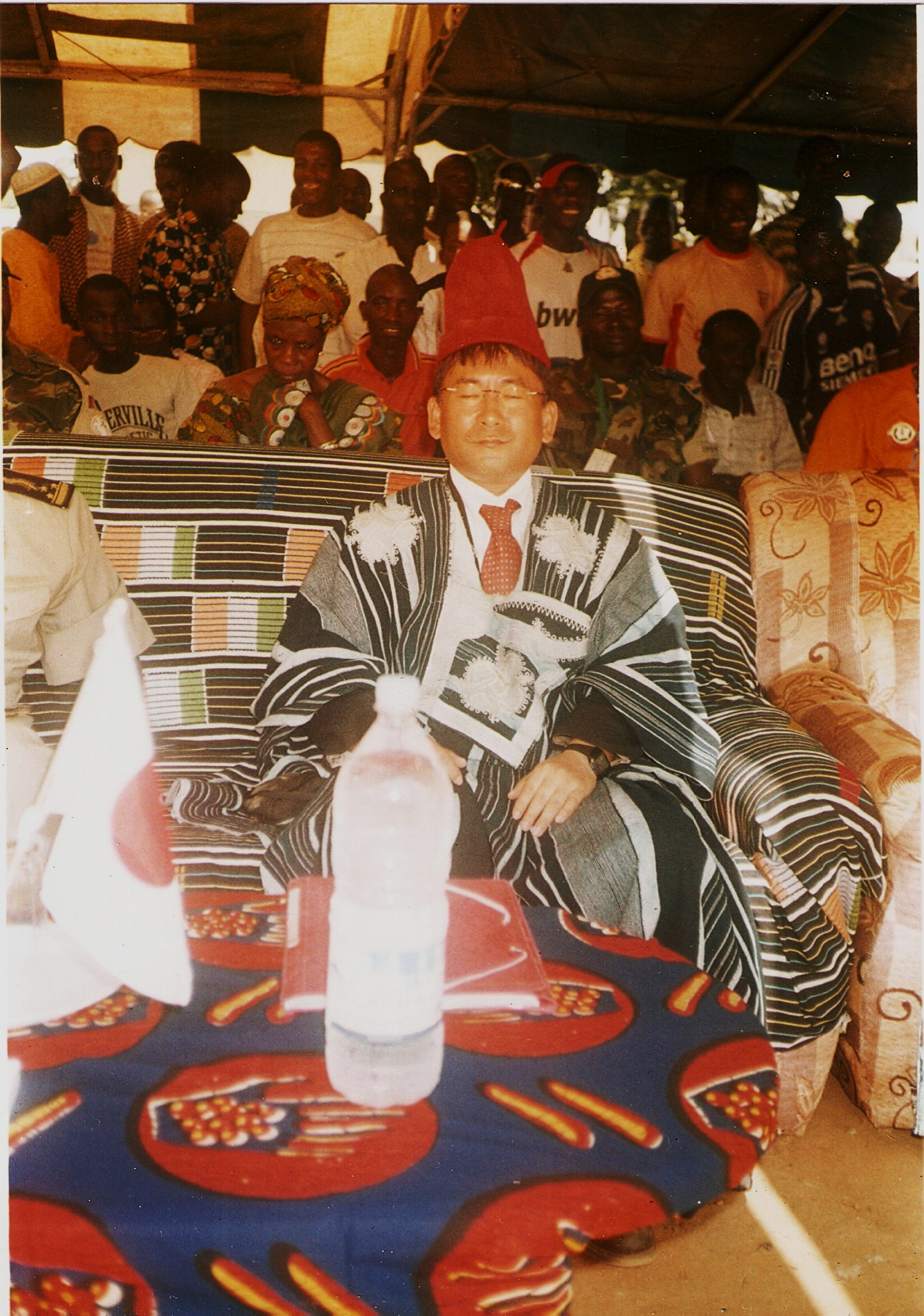
Pause temporaire
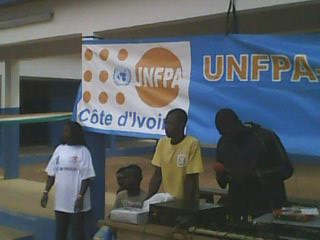
Les tentes d'accueil de l'Ambassadeur
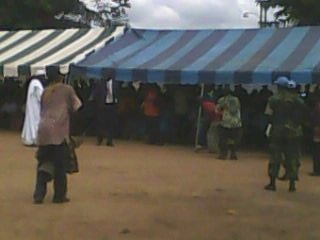
Autre vue des tentes d'accueil de l'Ambassadeur
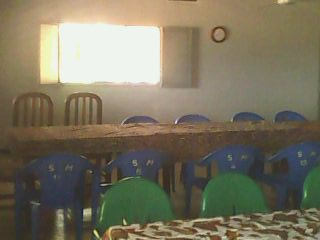
Préparatifs de la réception offerte aux hôtes de marque
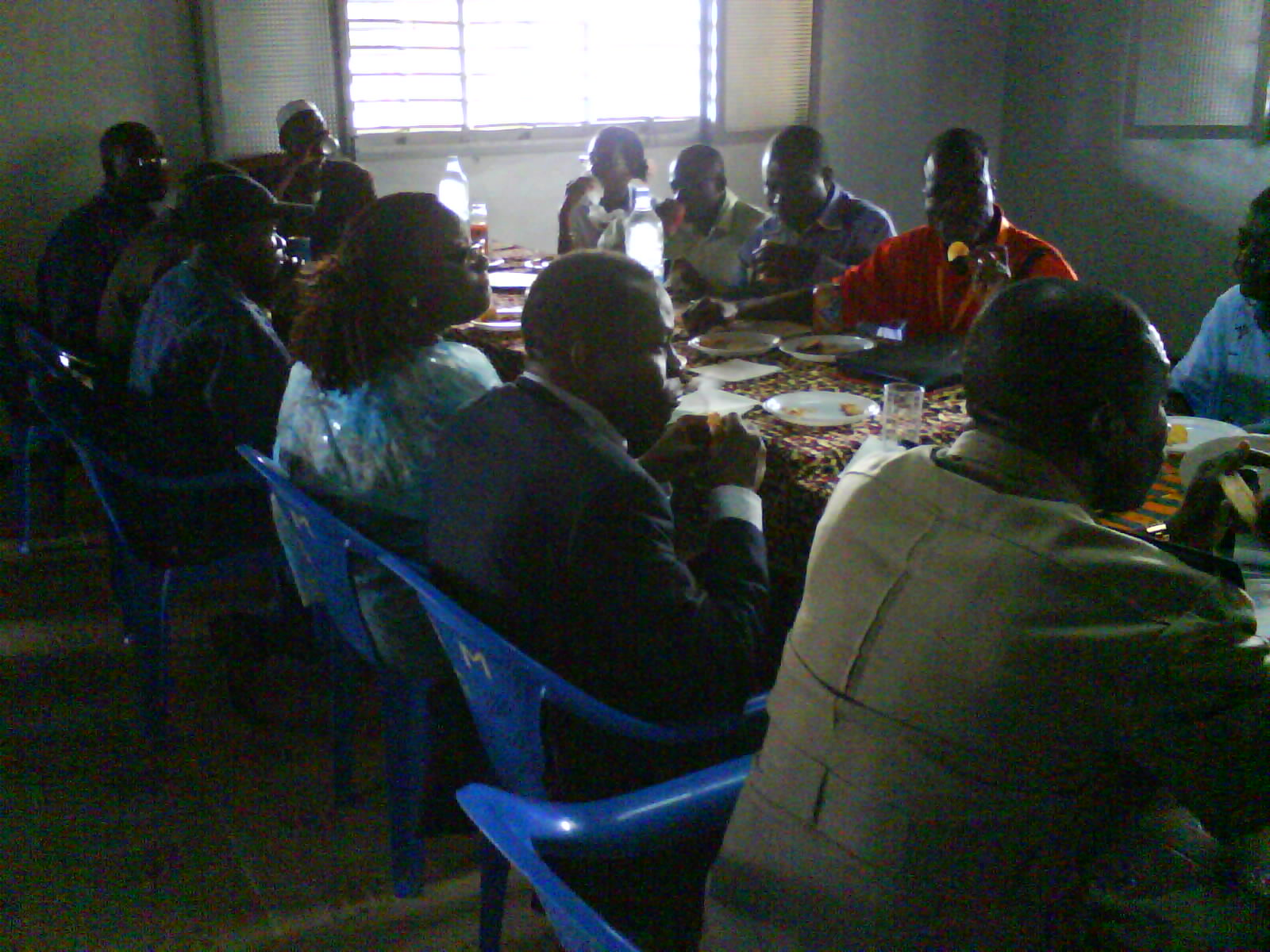
Réception en vue
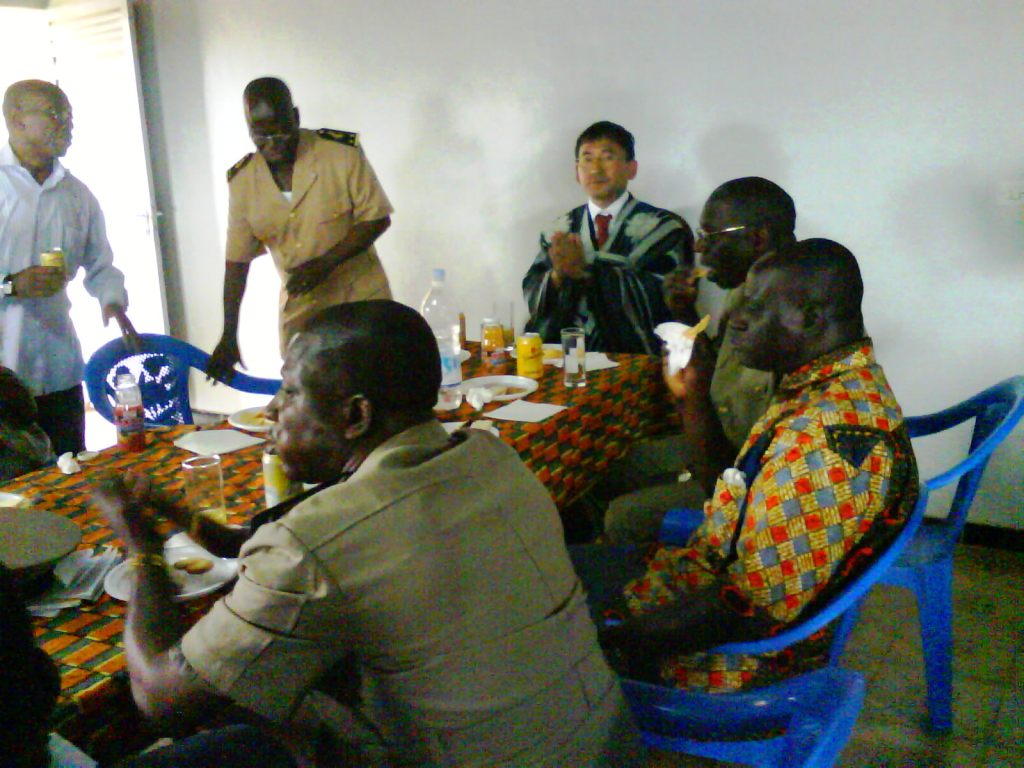
Mise en place de la réception
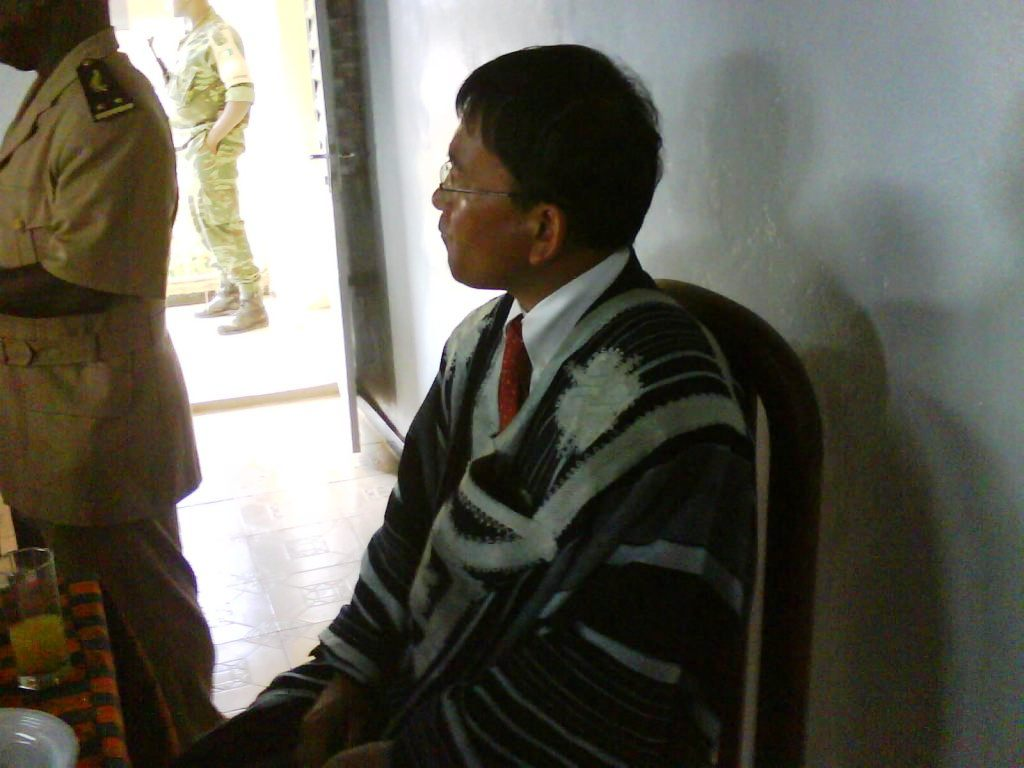
Aperçu de l'hospitalité

## Nos chers disparus

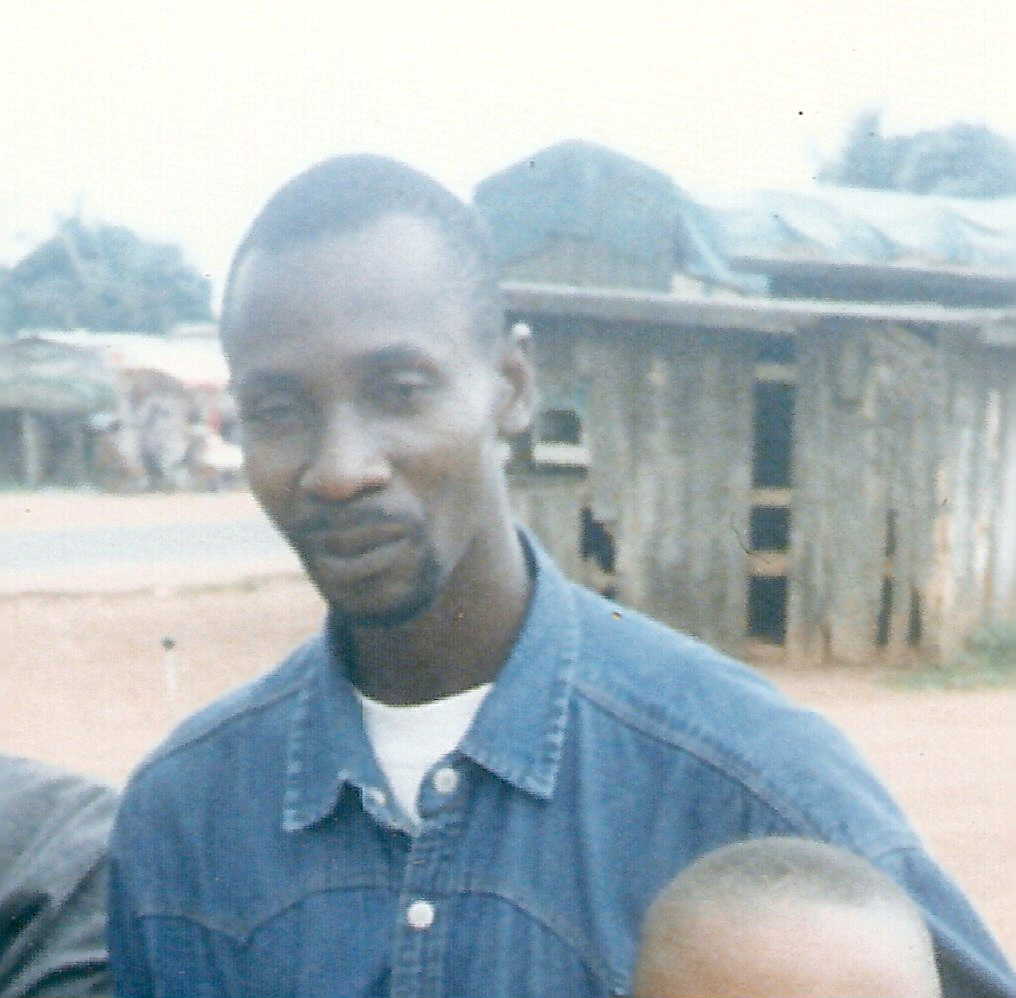
Feu Abou DOSSO, fils de Kessé
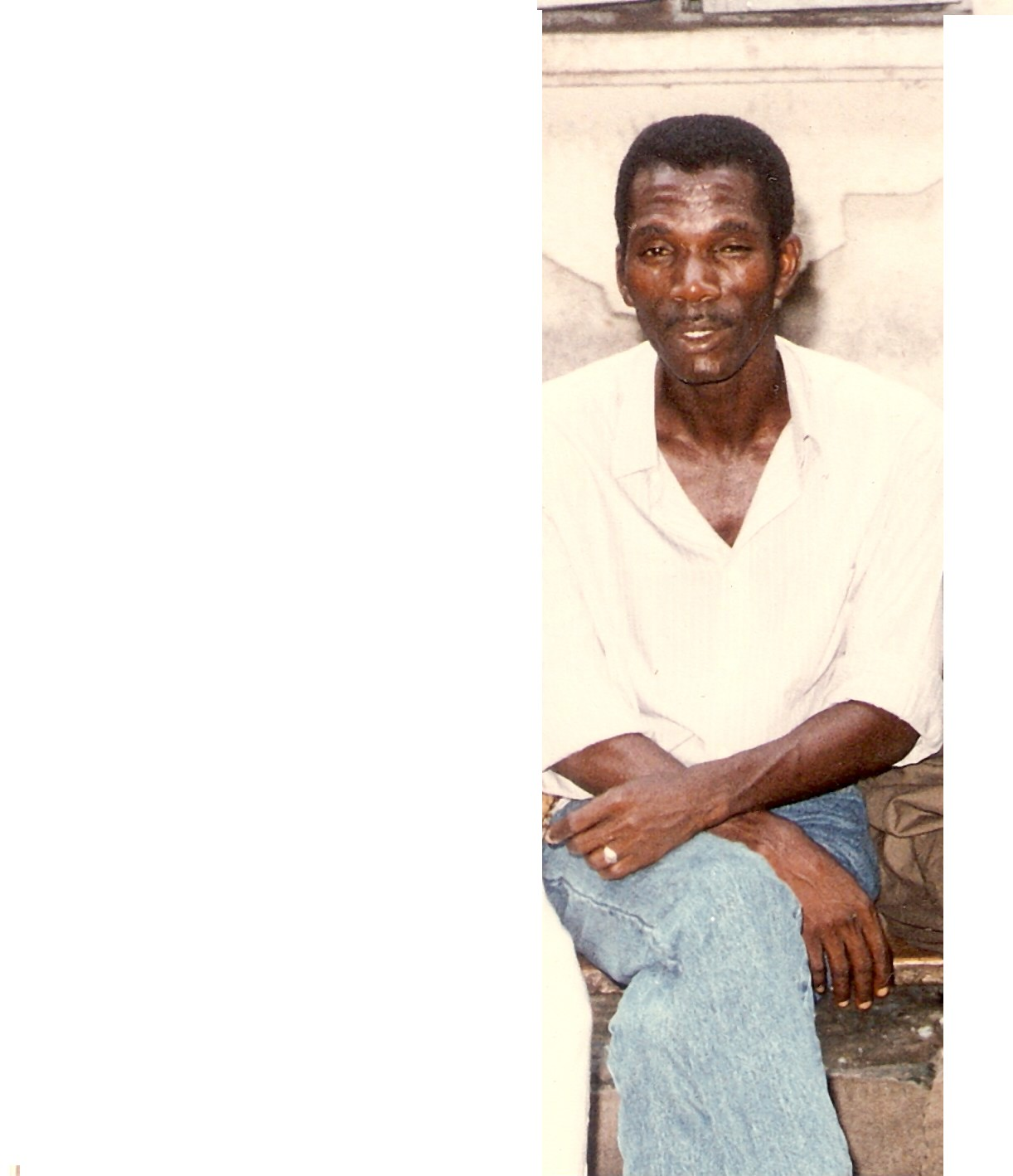
Feu Babadé DOSSO, petit-frère de feu "Bazo"
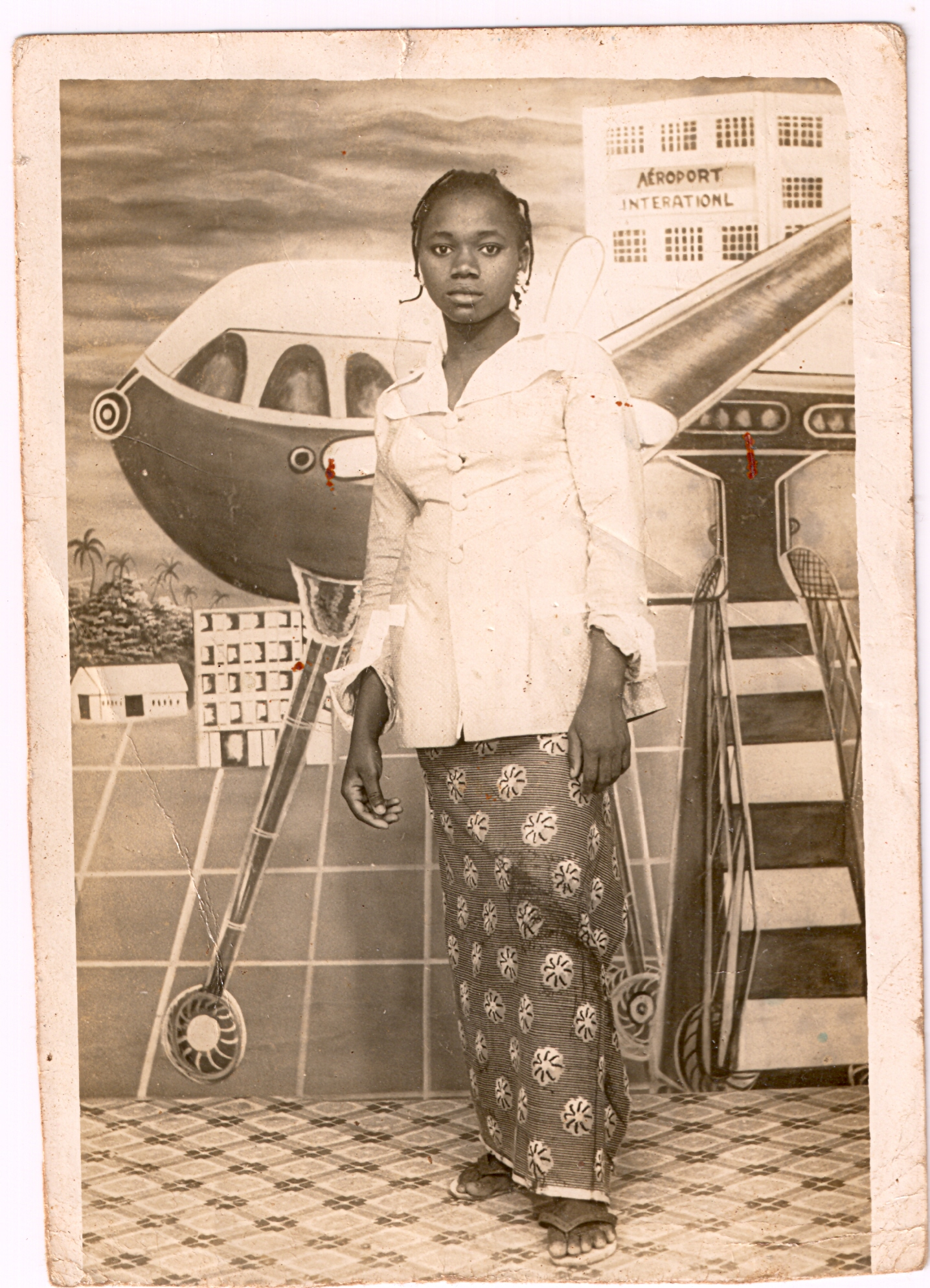
La très regrettée Boîkièma
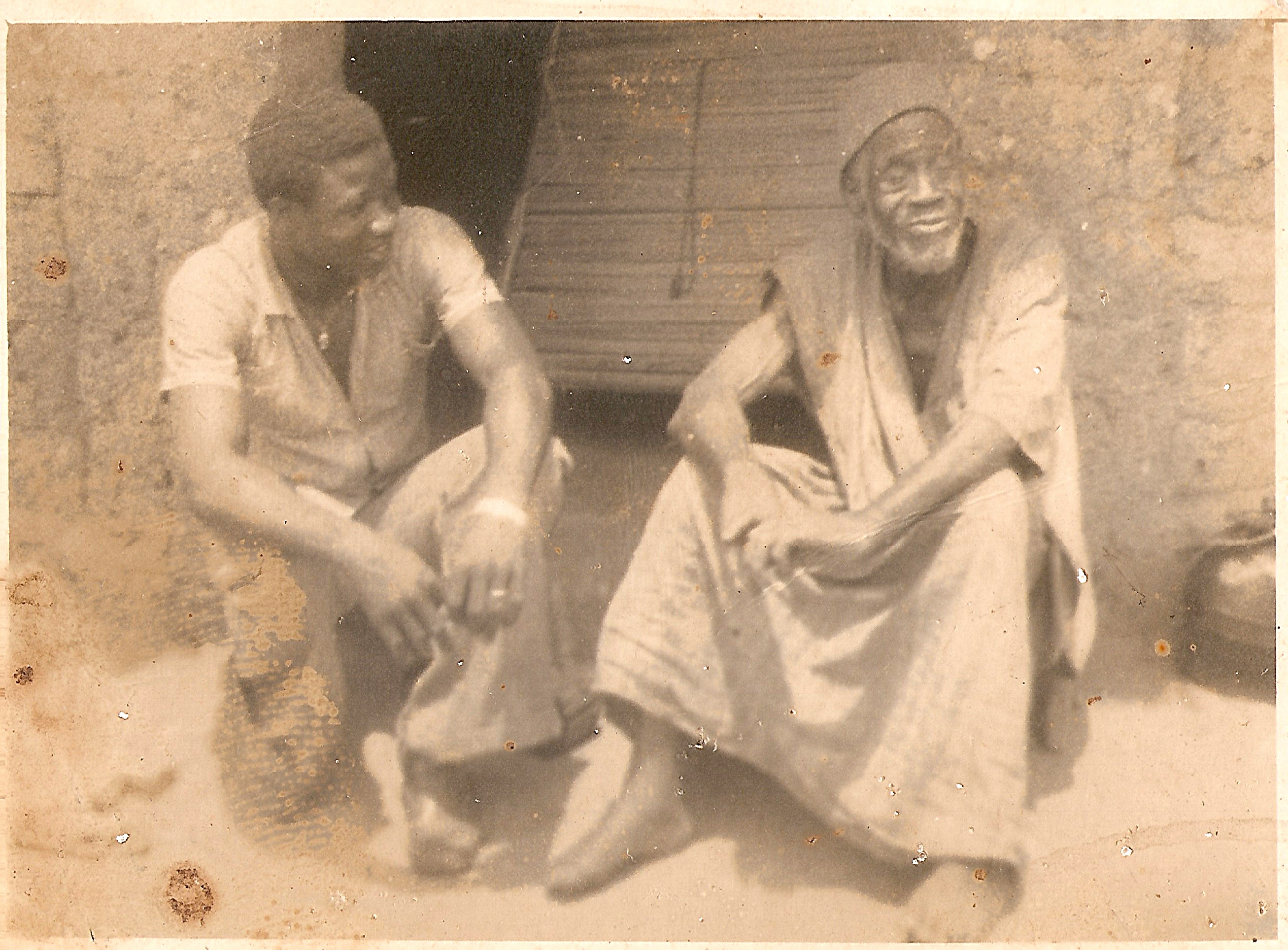
Vue de feu Kennedy et feu Gboklo dans les années 1978
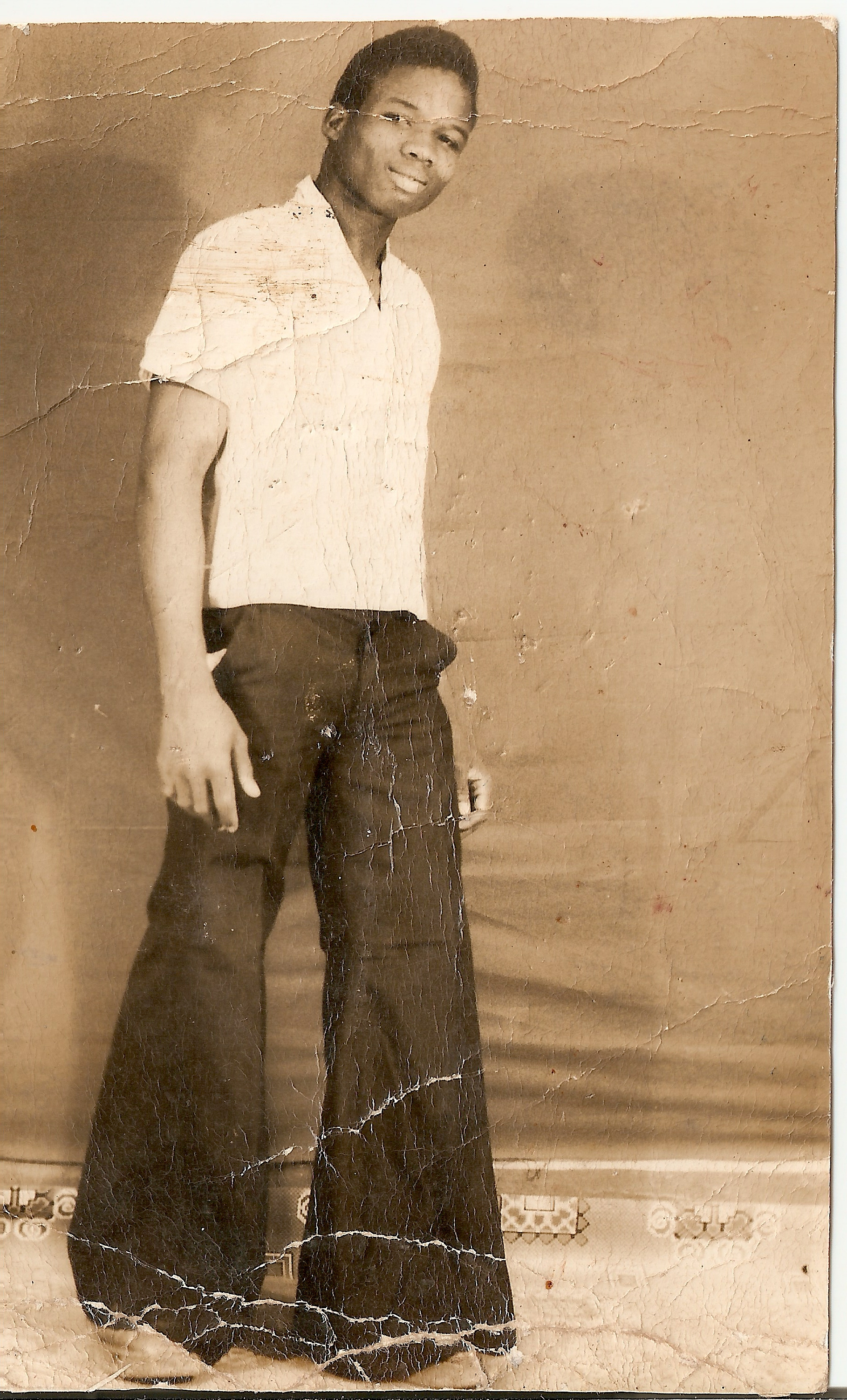
Photo de feu Kennedy
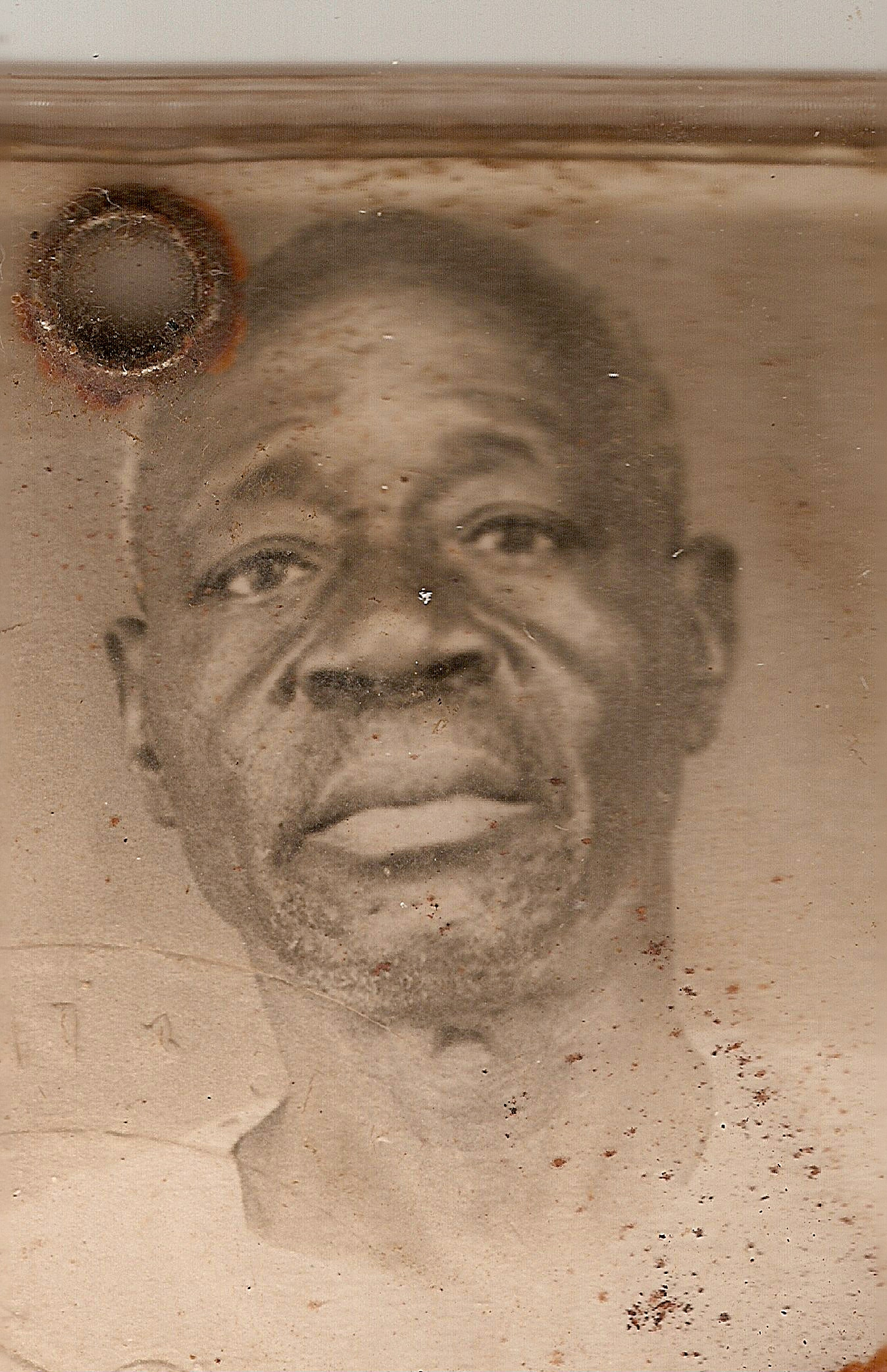
Photo de feu Kahouéma DOSSO